# Solti György
Solti György (nemzetközileg Sir Georg Solti néven ismert; Budapest, 1912. október 21. – Antibes, 1997. szeptember 5.) harmincegyszeres Grammy-díjas magyar karmester, zongoraművész és zeneigazgató. Világszerte ismertté operadirigensi fellépései tették.
Zeneakadémiai tanulmányait zongora és zeneszerzés szakon 1927–31 között végezte, majd 1932-től az Operaház korrepetitora volt. 1936-ban a Salzburgi Ünnepi Játékokon Arturo Toscanini asszisztenseként működött közre. Először 1938-ban állt zenekar élére: Mozart Figaro házassága című operáját vezényelte. Zsidó származása miatt emigrálnia kellett: 1939–45 között Svájcban élt. 1942-ben elnyerte a genfi zongoraverseny első díját, és ezzel megalapozta ismertségét. A második világháború után ismerősei a Bajor Állami Opera főzeneigazgatói tisztségéhez segítették. 1952-ben a frankfurti opera főzeneigazgatója lett, majd 1959-ben a londoni Royal Opera House alkalmazta. Újjászervezte és a világ legjobb operaházai közé emelte a londoni társulatot. 1969-től a Chicagói Szimfonikus Zenekar igazgatója volt, itt a szokásos operarepertoár mellett szimfonikus műveket is vezényelhetett. 1971-től az Orchestre de Paris zeneigazgatója, 1985-től pedig a Londoni Szimfonikusok főzeneigazgatójaként dolgozott.
Kiváló hanglemez-dirigensként tartják számon; külön tehetsége volt a stúdiómunkához. Számtalan lemeze közül kiemelkedik Richard Wagner Ring ciklusának teljes felvétele a Bécsi Filharmonikusok élén. 31 Grammy-díjat kapott, európai és amerikai egyetemek avatták díszdoktorukká, az angol királynő pedig lovaggá ütötte (KBE).
Hatalmas repertoárja volt, és ennek részeként világszerte fáradhatatlanul propagálta magyar szerzők – Bartók Béla, Kodály Zoltán, Dohnányi Ernő, Weiner Leó – műveit. Élete utolsó lemezét is magyar komponisták műveiből állította össze. Egy dél-franciaországi fürdőhelyen hunyt el; hamvait kérésére a budapesti Farkasréti temetőben, Bartók Béla sírja mellett helyezték örök nyugalomra. Síremlékén ez olvasható: „Hazatért”.

## Életpályája

### Gyermekkora

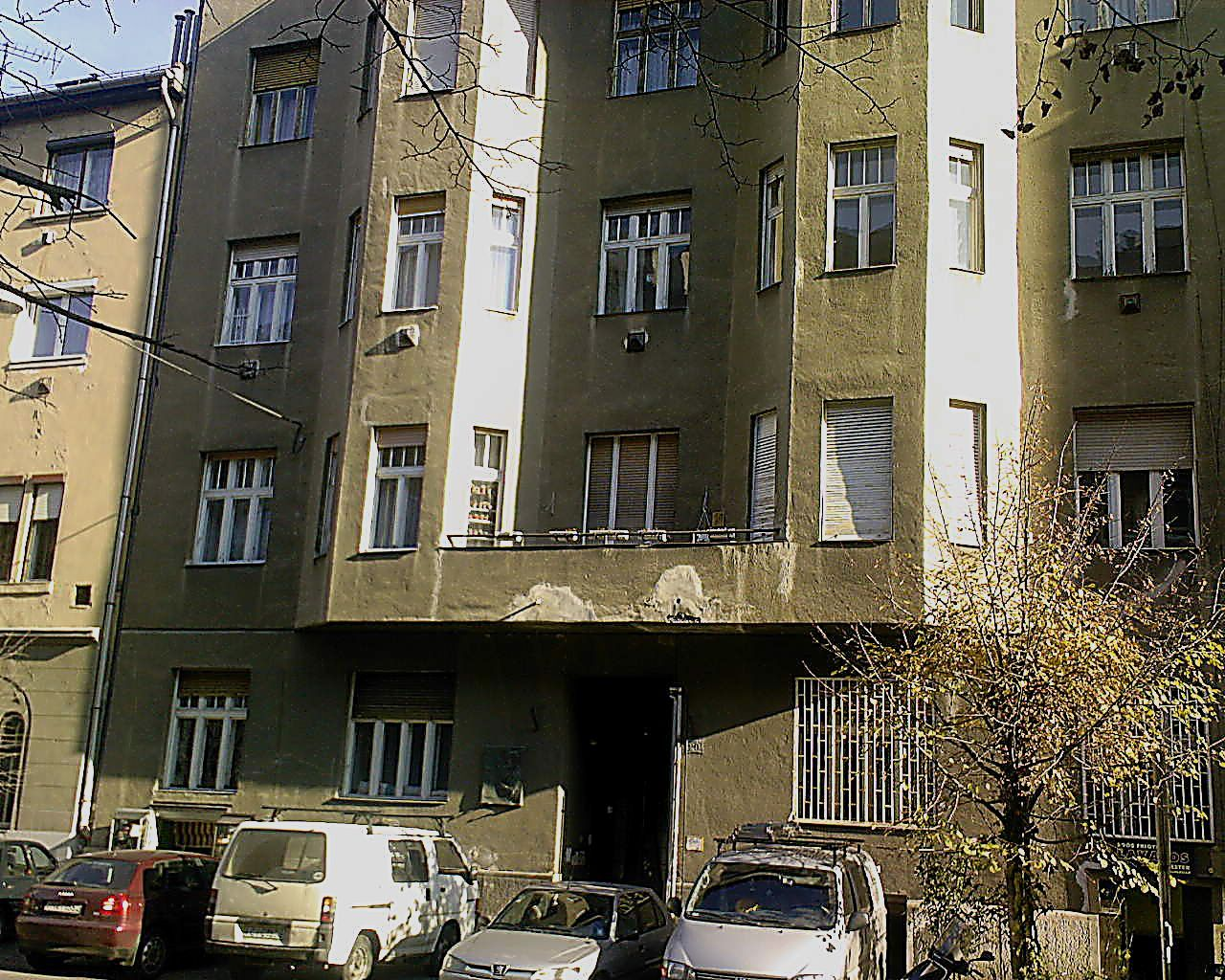
Solti György szülőháza, Budapest, XII. kerület, Maros utca 29.

Egy Vérmező utcai lakásban, a Stern család második gyermekeként született. Apja, Stern Móricz 1878-ban Balatonfőkajáron született, majd két fivérével Budapestre költözött. Lisztkereskedőként, később biztosító- és ingatlanügynökként dolgozott. Édesanyja, Rosenbaum Teréz a dél-magyarországi Bácskából, Adáról származott. Egy nővére és három fivére volt. Családja több ismert személyiséget adott a világnak, így például másodfokú unokatestvére volt Moholy-Nagy László fényképész. Unokatestvére Solti édesanyja legfiatalabb testvérének a fia volt Emery Reeves, a neves újságíró, kiadó és műgyűjtő. Apja könnyebb érvényesülésük reményében egy magyar kisváros, Solt neve után a Solti családnevet adta gyerekeinek. Apját 1914-ben, az első világháború kitörésekor behívták katonai szolgálatra, és őt követve az egész család Veszprémbe költözött. A háború után súlyos anyagi gondokkal küzdöttek, ekkor költöztek vissza Budapestre, egy Maros utcai bérházba.
Röviddel a család Budapestre visszatérése után a gyerekeket beíratták az iskolába – az ifjú György ekkor hatéves volt. Édesanyja fedezte fel kiváló énekhangját és jó hallását. Ennek továbbfejlesztése érdekében zongoraórákra járatta a fiút, pedig az ifjú Solti inkább rajongott a labdarúgásért, mint a zenéért. Első tanára az Operaház német hárfása volt, akinek durva módszerei miatt hat hónap múlva kérte az órák felfüggesztését. Ezután ismét szenvedélyének, a labdarúgásnak élt. Másodikos korában, egy iskolai énekórán támadt fel benne a zene iránti érdeklődés, amikor rájött, hogy ő sokkal jobban zongorázik, mint az énekórákat kísérő fiú. Nyolcéves volt, amikor ismét zongorázni kezdett. Nővére, a nyolc évvel idősebb Lilly is ekkor kezdett el énekelni, így szülei úgy gondolták, spórolnának, ha a fiuk kísérné Lillyt zongorán. Új oktatója Kóczy tanárnő volt, aki egészen régimódi zongoratechnikát tanított.

### Zenei tanulmányai
Tízévesen sikeresen felvételizett a Fodor Zeneiskolába, ami a Liszt Ferenc Zeneakadémia mellett Magyarország második legjelentősebb zenei intézete volt. Laurisin Miklós, az elméleti tanárok egyike tanította zongorázni, ő ismertette meg vele a legújabb technikákat.
Két év Fodor-iskola után sikeresen felvételizett a Zeneakadémiára, ahol aztán hat évig tanult. Az első ottani zongoratanára Székely Arnold volt, aki ugyanazon régi módszereket kedvelte, mint Kóczy tanárnő. Székely osztályában ismerkedett meg Fischer Annieval, aki a 20. század egyik legjelentősebb zongoraművésze lett. Amikor pár év múlva Székely Arnold tüdőgyulladásban megbetegedett, az osztály vezetését Bartók Béla vette át, aki szintén kiváló zongorista volt.

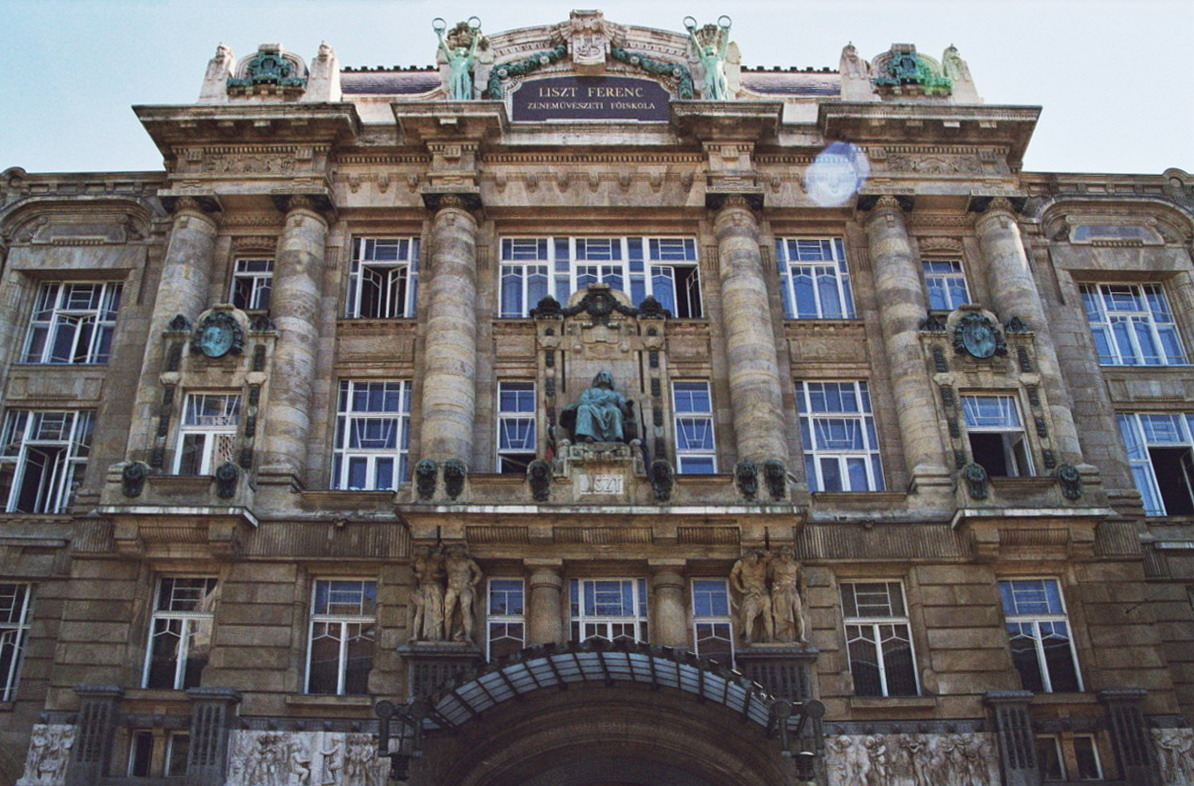
Liszt Ferenc Zeneakadémia

Tizenhárom évesen megnyert egy budapesti politikus által támogatott zongoravetélkedőt, amelyen többek közt egy saját szerzeményét is eljátszotta. Édesanyja, aki második Mozartnak tartotta fiát, meggyőzte a politikust, hogy írjon ajánlólevelet az Akadémia legismertebb zeneszerzés-tanárának, Kodály Zoltánnak. Kodály fogadta is őket, és az ifjú Solti kompozícióit meghallgatva annyit mondott, hogy a fiúnak előbb tanulmányaival kéne végeznie, utána majd beszélgethetnek. A magát sértve érző anya elvitte fiát Siklós Alberthez, az Akadémia másik zeneszerzés-professzorához, aki végül befogadta növendékének. Siklós Kodállyal szemben a zeneszerzés konzervatív vonulatát képviselte. A kurzust Solti sikeresen befejezte. Diplomamunkaként egy vonósnégyest írt, és ezzel zeneszerző pályafutása véget is ért. Az Akadémián a zenetörténetet Molnár Antal tanította, a karmester-kurzust pedig Unger Ernő, aki diákjainak mindig azt tanította, hogy kicsi, merev, csuklómozdulatokkal vezényeljenek. Ezután saját bevallása szerint évekbe tellett, amíg Solti le tudott szokni erről a technikáról. Az ifjú Soltit a leginkább a kamarazene osztály érdekelte. Ennek a tanára Weiner Leó volt, aki perfekcionizmusra tanította diákjait, és megismertette velük szinte az egész zenei repertoárt Mozarttól Brahmsig. Az Akadémia utolsó két évében Dohnányi Ernőnél, a nemzetközileg elismert zongoristánál, karmesternél és zeneszerzőnél tanult komponálást és zongoraművészetet.
Zenei fejlődésének másik fontos alkotóeleme a koncertlátogatás volt. Budapesten abban az időben rengeteg híres zongorista adott koncertet vagy az Akadémia dísztermében, vagy a Vigadóban. A legnagyobb hatással egy fiatal orosz zongorista, Vladimir Horowitz volt rá, de hallotta még Emil von Sauert, Liszt tanítványát és Rachmaninovot is. Az első olyan szimfonikus mű, amely komolyan hatott rá, Beethoven 5. szimfóniája volt, amit tizennégy évesen hallott Erich Kleiber vezényletével. Az előadás monumentalitása annyira lenyűgözte, hogy eldöntötte, nem zongorista lesz, hanem karmester. Diákkorában nem látogatta rendszeresen az Operaházat: amint később beismerte, tizenkét évesen elaludt A nürnbergi mesterdalnokok egyik előadásán. Az azonban nagy élmény volt, amikor Budapestre érkezett Richard Strauss, hogy elvezényelje új operáját, az Egyiptomi Helénát. Leginkább az idős zeneszerző visszafogott gesztusai hatottak rá.

### Korrepetitor munkássága
Felismerte, hogy csak úgy lehet jó karmester, ha operaházban kezd dolgozni, ezért rögtön a Zeneakadémián tett államvizsgái után (1930-ban zongora, 1931-ben zeneszerzés diploma) felkereste Radnai Miklóst, az Operaház igazgatóját, aki az Akadémián zeneelméletet tanított, és ő egy évig fizetés nélküli asszisztensként alkalmazta. Ekkor az Operaház főzeneigazgatója Arturo Toscanini tanítványa, Sergio Failoni volt, a második karmester Fleischer Antal, a harmadik karmester pedig Berg Ottó. Valamivel később Ferencsik János (aki csak öt évvel volt idősebb Soltinál) átvett néhány előadást Fleischertől és Bergtől.

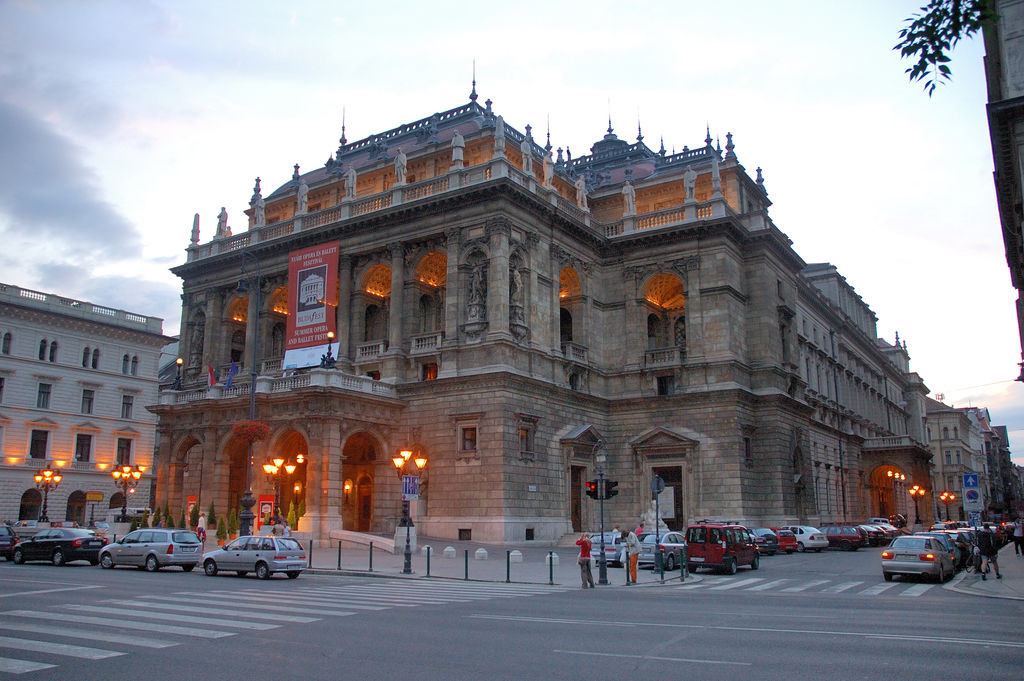
Magyar Állami Operaház

Solti könnyedén alkalmazkodott az operaházi körülményekhez, korrepetitor szerződését meg is hosszabbították egy évvel. Mint sikeres korrepetitort az együttes tizenöt-húsz tagja is rendszeresen alkalmazta, tehát elég jól keresett. Hogy az Operaház közelében lakhasson, a szülei a Maros utcából a pesti Király utcába költöztették át a családot. Zsidóként azonban az ifjú Soltinak semmi esélye sem volt vezényelni, függetlenül attól, hogy korrepetitorként mekkora tapasztalatot szerzett. Amikor Josef Krips Budapestre érkezett, hogy elvezényelje Hubay Jenő Anna Karenina című operáját, Solti megkérdezte, hogy tud-e segíteni, tudná-e alkalmazni Karlsruhéban asszisztensként. Mivel Krips elégedett volt Solti munkájával és szabad állás is volt Karlsruhéban, alkalmazta őt.
1932. október elején érkezett Karlsruhéba. Legnagyobb gondja a német nyelvvel volt, hiszen Magyarországon minden operát magyarul adtak elő. Az első opera, amit gondozott, Wagner Lohengrinje volt. Bár csak Kripsszel dolgozott együtt, de megismerkedett a második karmesterrel, Rudolf Schwartzcal és a harmadik karmesterrel, Joseph Keilberthtel is. Két hónappal Karlsruhéba érkezése után a helyi lapban, a Völkischer Beobachterben megjelent egy Kripset támadó cikk, amely kifogásolta, hogy egy Ostjudét alkalmazott. Mint kiderült, a zenekar egyik tagja meggyőződéses náci volt, és mindenképpen meg akart szabadulni Soltitól. Krips kénytelen volt engedni, de beajánlotta Joseph Rosenstocknak, a mannheimi operaház vezető karmesterének. Továbbá azt tanácsolta Soltinak, hogy miután decemberben befejezi a munkáját Karlsruhéban, térjen vissza Magyarországra, és ott várja meg a következő év januári német választás eredményét. 1933 januárjában Hitler került hatalomra. Röviddel ezután elbocsátották Mannheimben Rosenstockot, Karlruhéban Kripset és Schwartzot is, csak a nem zsidó Keilberth maradhatott. Ezzel Solti németországi karrierje meghiúsult.
Budapestre visszatérve Ferencsik ismét alkalmazta egy évadra korrepetitorként. A Németországban dúló zsidóellenes politika miatt Budapestre is számos neves zsidó karmester érkezett, ami kiváló alkalom volt arra, hogy a pályakezdő Solti megismerje munkásságukat. Együtt dolgozott Bruno Walterral, Issay Dobrowennel, látta vezényelni Otto Klemperert és Fritz Buscht. Együtt dolgozhatott példaképével, Erich Kleiberrel is A rózsalovag és a Szöktetés a szerájból előadásainak előkészítésén.

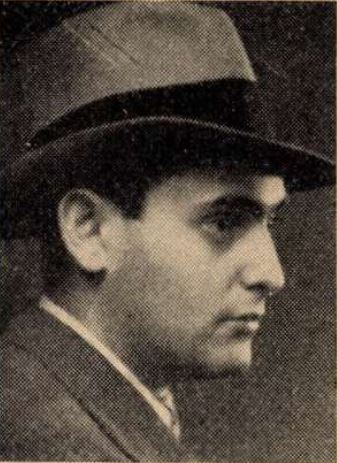
Az 1936-ban megjelent A magyar muzsika könyve című műben megjelent portréja (Vajda M. Pál felvétele

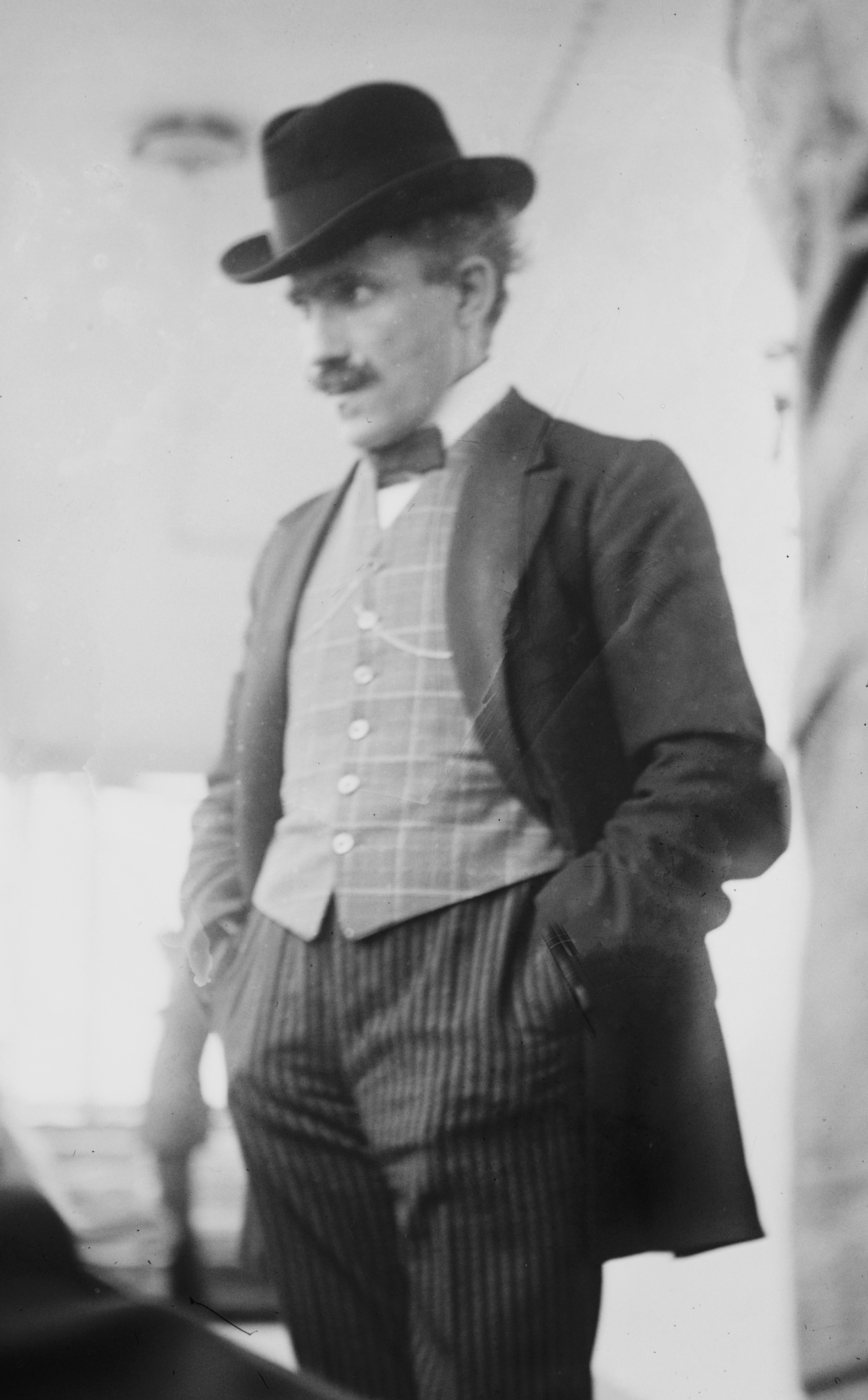
Arturo Toscanini

1936 nyarán látogatott el először a Salzburgi Ünnepi Játékokra, ahol nem hivatalosan sikerült bejutnia néhány próbára és előadásra is. Bár Bruno Walter és több más neves zenész is közreműködött, a fesztivál fő attrakciója mégis Arturo Toscanini volt. A következő nyáron Solti úgy döntött, hogy ismét elmegy Salzburgba. Az operaház igazgatójától szerzett egy ajánlólevelet, és ennek köszönhetően Salzburgban alkalmazták korrepetitornak Herbert Graf rendező mellé. Amikor először lement a zenekari árokba, hogy elfoglalja helyét a zongora mellett, csodálkozására Toscanini lépett a pulpitusra. Az akkor tomboló influenzajárványban Erich Leinsdorf, az olasz maestro asszisztense is megbetegedett, így Solti ugrott be a helyére, mivel már ismerte A varázsfuvola partitúráját. Ezen a nyáron nem kapott fizetést, de mielőtt hazautazott volna, Puthon báró, a fesztivál intendánsa irodájába hívatta, és szerződtette a következő nyárra Toscanini korrepetitorának. Októberben, alig két hónappal az Ünnepi Játékok után Toscanini a Bécsi Filharmonikusokkal Budapestre látogatott, így Solti ismét találkozhatott az idős mesterrel. A budapesti sajtó is felkapta a hírt, így Solti egy csapásra elismert zenésszé vált. Közben folyamatosan próbálkozott az Operaház igazgatóságánál, hogy engedjék őt is vezényelni. Végül 1938. március 11-én szerveztek neki egy előadást, Mozart Figaro házasságát. Az előadás sikerét beárnyékolta az aggodalom, hiszen Németország éppen akkor jelentette be az Anschlusst.
Bár a Wehrmacht 1938-ban nem vonult be Magyarországra, Horthy Miklós kormányzata mégis újabb megszorításokkal sújtotta a zsidókat. Solti eleinte meg tudta tartani az állását, mivel sikerült bizonyítania, hogy családja több mint ötven éve Magyarországon él. Amikor a politikai vihar még erősebb lett, úgy határozott, hogy megpróbál máshol munkát keresni. Komoly lehetőséget adott Doráti Antal barátsága, akinek édesapja hegedűs volt az Operaház zenekarában, ő pedig húszas éveinek elején külföldre ment, és 1933 óta a híres Ballets Russes de Monte-Carlo karmestere volt. Doráti 1938-ban Londonba hívta Soltit, hogy a Covent Gardenban vezényelje a balett-társulat szezonjának egy részét. Körülbelül egy hónapot maradt az angol fővárosban. Ezalatt rádöbbent, hogy balettelőadások vezénylésére alkalmatlan, ugyanis képtelen alkalmazkodni a táncosok taktusához. Az előadások sikeresek voltak, sőt a társulat igazgatója felajánlotta számára, hogy utazzon velük egy ausztráliai turnéra, de Solti inkább hazautazott. Előtte még ellátogatott Oslóba, ahova Issay Dobrowen hívta meg, hogy segítsen betanítani a Figaro házasságát, amit ő vezényelt a királyi operaházban.
1939-ben Magyarországon új zsidótörvényt hoztak, és ezután zsidó nem tölthetett be semmilyen állami fizetéssel járó pozíciót, teljesen függetlenül attól, hogy ősei hány éve éltek Magyarországon. Az állam által finanszírozott budapesti Operaház minden alkalmazottja közalkalmazott volt, így Soltit is elbocsátották. Megélhetést az biztosított számára, hogy magánúton továbbra is korrepetálta a társulat énekeseit. 1939 januárjában Dobrowen meghívására ismét Skandináviába utazott, ahol előbb a Norvég Rádió Zenekarával, majd Stockholmban a Svéd Rádió Zenekarával lépett fel. Itt találkozott Fritz Buschsal, aki azonban nem tudott neki munkát szerezni, hiszen a térség már csordultig volt menekült zenészekkel. Solti visszatért Budapestre, ahol aztán Fellner Alfréd budapesti gyáros barátja tanácsára úgy döntött, hogy Svájcba, Luzernbe utazik, ahol Toscanini is vezényelt a Nemzetközi Zenei Heteken. Úgy gondolta, hogy Toscaninitől próbál segítséget kérni.

### Svájci emigráció
1939. augusztus 15-én, huszonhat évesen indult el Luzernbe. Sikerült beszélnie Toscaninivel, aki felajánlotta, hogy ősszel, miután visszatért New Yorkba, keresse fel, és megpróbál majd segíteni neki. E találkozás után vissza akart térni Budapestre, de édesanyja figyelmeztető távirata miatt mégis úgy döntött, hogy Svájcban marad. Luzernben Max Hirzel, egy zürichi tenor karolta fel, aki a Drezdai Opera tagjaként többször is énekelt Budapesten. Meghívta magához lakni, amíg az amerikai vízum megérkezik, és felkérte Soltit, hogy segítsen korrepetálni a Trisztán és Izolda betanulásánál. Az amerikai konzulátuson tudatták vele, hogy a magyar bevándorlók számára meghatározott kvóta az elkövetkező ötven évre betelt, így reménytelenné vált, hogy kiutazzon New Yorkba Toscaninihez. Solti megpróbált munkaszerződést szerezni. Az 1940-es szezonra Cincinnatiban, Salgó Sándor Amerikában elő hegedűművész segítségével sikerült ugyan munkaszerződést szereznie, de a konzulátuson nem fogadták el, így Solti Svájcban maradt. Itt számos zenei élményben volt része, hiszen megismerkedett a híres tenorral, Richard Tauberral, aki Ausztriából menekült ide zsidó volta miatt. Ugyanakkor hallotta Walter Giesekinget zongorázni, látta Wilhelm Furtwänglert és Clement Krausst vezényelni. Svájcból próbált Magyarországon rekedt családján segíteni. A második világháborút az édesanyja egy pincében bujkálva vészelte át, nővére parasztasszonynak álcázva élte túl, apja viszont 1943-ban elhunyt cukorbetegségben.
1941 elején Hirzelné miatt elköltözött, és egy apró szuterénlakást bérelt, amelyben zongora is volt. Ekkor értesült arról, hogy Genfben zenei versenyt rendeznek, és úgy határozott, hogy maga is benevez. Koncertezéssel tartotta fenn magát. Ismerőseinek és pártolóinak köszönhetőn 1942 februárjában felkérték, hogy a genfi operaházban vezényelje el kétszer Massenet Wertherjét, később a winterthuri városi zenekarral koncertezett. Fontos áttörést jelentett számára, hogy 1942 októberében megnyerte a fődíjat a svájci zenei verseny zongora kategóriájában. Ezekben az években baráti köre jelentősen bővült, Zürichben rengeteg menekült élt, tőlük tanult meg bridzsezni. Miután a pénzforrások lassan elapadtak, sok magyar számára a kártyajáték volt az egyetlen lehetőség, hogy pénzhez jusson. Egyik barátja tüdőgyulladást kapott, és beutalták a leysini szanatóriumba, ahol koncertet szervezett Soltinak, hogy a betegeket szórakoztassa. A genfi díj és a koncert fordulópontot jelentett svájci életében, hiszen a befolyt összeg legalább egy évi megélhetést biztosított. Ezenkívül azonnal szerződtették koncertekre. A díjnak köszönhető legértékesebb változás a Svájc oldaláról bekövetkezett bizonyos mértékű elismerés volt: korlátozott munkavállalási engedélyt kapott, ami lehetővé tette, hogy tanítványokat fogadjon. Svájci tartózkodása idején, 1943-ban ismerkedett meg Hedwig Oechslivel (Hedi), aki a későbbiekben felesége lett.

### Meghívás Münchenbe

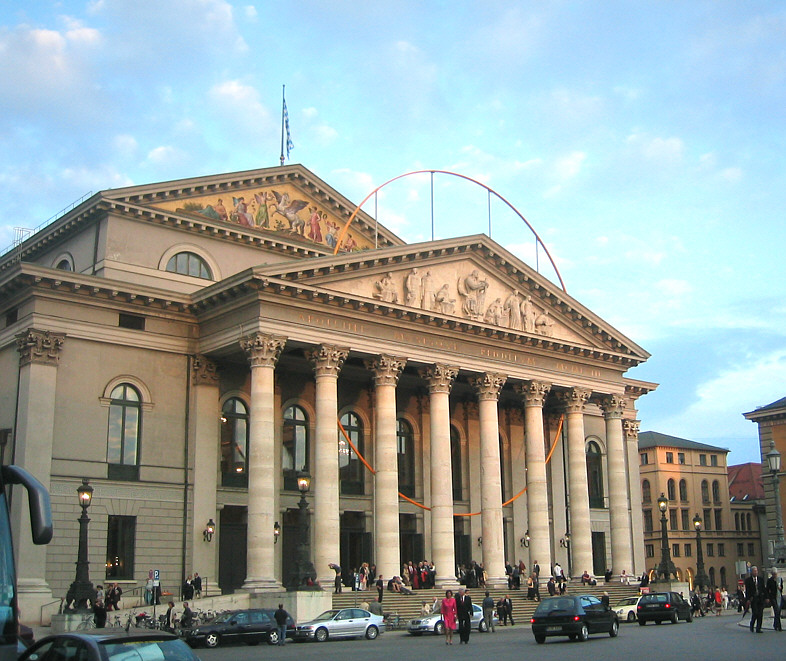
A Bajor Állami Operaház

Amikor a háború véget ért, egyre erősebb vágy élt Soltiban, hogy vezényeljen. Addig mindössze a Figaro házassága egy előadását és a Werther két előadását vezényelte. 1946 elején tudomást szerzett arról, hogy egykori osztálytársa, Kilényi Eduárd, az amerikai hadsereg kötelékében azon fáradozik, hogy talpra állítsa a müncheni zenei életet. Nyomban írt Kilényinek, aki postafordultával tudatta vele, hogy várja a bajor nagyvárosba, mert égető szükségük van karmesterre. A müncheni opera épülete romokban hevert, így a társulat a Prinzregententheaterben lépett fel. Kilényi bemutatta Soltit Baucknernek, a társulat intendánsának, aki azonban elutasította. Kilényi ekkor felhívta stuttgarti kollégáját, és beajánlotta az ottani operaháznak. Stuttgartban próbaként a Fidelio levezénylését kérték tőle. Az április 21-én tartott előadásnak hatalmas sikere volt, így a stuttgarti intézmény vezetősége előkészítette a szerződést. A Fidelio sikere azonban eljutott Bauckner fülébe is, aki azonnal visszahívta Münchenbe, és felajánlotta neki a Bajor Állami Operaház zenei vezetőjének posztját.
Münchenben számos nehézséggel találta magát szemben mind a magánéletben, mind művészi téren. A ház, ahova feleségével, Hedivel beköltöztek, félig romos állapotban volt, nem volt elegendő szén a fűtésre. Az operaházban teljesen újra kellett szervezni a repertoárt, mivel a díszletek és a jelmezek nagy része is elpusztult a bombázások során. Ez azt jelentette, hogy évente csak három–hat új darabot mutathattak be. A Staatsoperben Verdi Requiemjének előadásával mutatkozott be 1946. november 1-jén. Az operaévadot a Carmennel nyitották meg december 22-én. Emellett csak a Fidelio és A walkür volt műsoron. A következő évadban színre vitték a korábban Németországban betiltott Paul Hindemith-művet, a Mathis, a festőt. Az egyre intenzívebb német gazdasági fejlődéssel párhuzamosan az opera előadásai is egyre jobbak lettek, sőt a társulat vidéken, többek között Bayreuthban is, fellépett. Münchenbe érkezésekor a huszonöt-harmincöt év körüli fiatal német énekesek számára az jelentette a legfőbb gondot, hogy a Szövetséges Katonai Kormányzat engedélye nélkül nem utazhattak külföldre. Ez azt jelentette, hogy az operaházakban, így Münchenben is, stabil együttesek alakultak ki, amelyek együtt dolgoztak és együtt fejlődtek, ellentétben az úgynevezett repertoár-színházakkal, ahol az énekesek váltották egymást, és csak egy-egy előadásra voltak szerződtetve.
München és egyben Solti nagy kedvence Richard Strauss volt; aki 1949-ben találkozott vele először, amikor a nagy zeneszerző nyolcvanötödik születésnapja tiszteletére felújították A rózsalovagot. Egészségi állapota miatt Strauss csak a főpróbán volt jelen. Röviddel ezután Solti felkereste a zeneszerzőt a Garmisch-Partenkircheni házában, és betekintést nyert munkamenetébe, értékes információkat kapott operáinak előadási technikájáról. Strauss nem sokkal később, szeptember 8-án meghalt szívinfarktusban, kérésére a temetésén Solti A rózsalovag fináléjából egy tercettet, valamint Beethoven Eroicájából a gyászindulót vezényelte.
Münchenben ismeretséget kötött Werner Egk zeneszerzővel is, akinek botrányos Abraxas című művét az operában is színre vitték, de a mű nem nyerte el a konzervatív közönség tetszését. Ugyancsak itt ismerkedett meg Carl Orff-fal, akinek 1951-ben vezényelte Antigonae című operáját.
Első müncheni évei idején sok hangfelvételt készített. Felvételeket készítő pályája 1945-ben indult, amikor Max Lichtegg énekes bemutatta Moritz Rosengartennek, a Decca kiadóvállalat svájci vezetőjének. Első felvételére 1947-ben került sor: Beethoven III. Leonora-nyitánya, három Brahms-szonáta, Mozart B-dúr szonátája és Beethoven Kreutzer-szonátája. 1949-ben Londonban felvették a London Philharmonic Orchestrával közösen Haydn Üstdob-szimfóniáját és Franz von Suppé néhány nyitányát. A müncheni évek másik fontos eseménye volt, hogy bemutatkozhatott a Bécsi Filharmonikusokkal, amikor 1951-ben a Salzburgi Ünnepi Játékokon vezényelt. Hamar konfliktusba került velük, ugyanis nehezen tudott alkalmazkodni a nagy hírű zenekar szokásaihoz, hagyományaihoz.
Münchenben eleinte melegen és óriási lelkesedéssel fogadták, a sajtó és a közönség kedvence volt. Másrészt azonban a kezdetektől fogva meg kellett küzdenie a német zenészek és zenekedvelők óriási ellenállásával, hiszen határozottan ellenezték az amerikai hadsereg kulturális szervezetének jelenlétét, illetve azt, hogy nem német áll a Bajor Állami Opera élén. A közben lecserélődött vezetőség 1951 tavaszán szerződéshosszabbítást ajánlott fel Soltinak, de jelentősen megkurtított hatáskörrel. Solti – más állás hiányában – kénytelen volt elvállalni. Még abban az évben találkozott Harry Buckwitzcal, a müncheni Kammerspiele intendánsával, akit közben a Frankfurti Opera intendánsává neveztek ki, és új főzeneigazgatót keresett. Ez kiváló alkalomnak bizonyult Solti számára, hogy felmondjon a Bajor Állami Operánál. 
Mielőtt Frankfurtba költözött volna, 1952 nyárutóján megtartotta az első Európán kívüli koncertjét Buenos Airesben, a helyi Filharmonikus Zenekarral.

### A frankfurti opera főzeneigazgatója

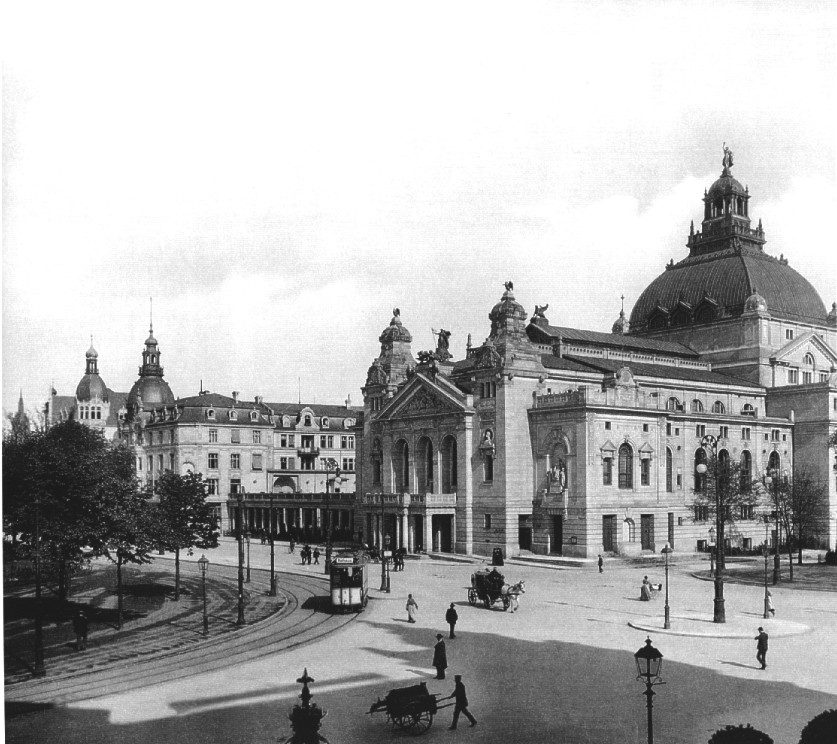
A frankfurti Schauspielhaus

Az új frankfurti opera az egy évvel érkezése előtt, 1951-ben újjáépített Schauspielhausban működött. A szétbombázott régi operaházat az 1980-as években állították csak helyre koncertteremként. Itt, Frankfurtban szerződtették szakácsnőként Zádor Emíliát, egy magyar katonatiszt özvegyét, aki aztán 1997-ig a Solti családdal maradt. Közben odaköltözött Lilly is, aki addig nehéz körülmények között élt Budapesten. Hedi és Lilly nézeteltérései miatt azonban Solti nővére hamarosan visszaköltözött Magyarországra.
Solti György 1952. március 7-én mutatkozott be Frankfurtban a nagyközönség előtt Bizet Carmenjével, majd Verdi Otellójával. Frankfurti évei során a legtöbb énekes az Egyesült Államokból származott, ugyanis az előző generáció legjobb énekesei oda menekültek és ott nevelték ki utódjaikat. Emiatt a frankfurti operaházat Amerikanische Oper am Main (Amerikai Opera a Majna mentén) névvel emlegették a helybéliek. Itt énekeltek Solti nagy felfedezettjei, Claire Watson, Sylvia Stahlmann és Anny Schlemm. A legnagyobb közülük a tehetséges Anja Silja volt, aki a későbbiekben Wieland Wagner, Richard Wagner unokájának felesége lett. Ugyancsak Frankfurtban ismerkedett meg Thomas Mann-nal, Hermann Hessével és Theodor W. Adornóval. Utóbbinak köszönhetően ismerte meg Arnold Schönberg munkásságát, illetve az ő unszolására állította színpadra Alban Berg Luluját.
1953 nyarán járt először az Egyesült Államokban, San Franciscóban. Egy évvel korábban a chicagói Ravinia Fesztiválon kellett volna fellépnie a Chicago Symphony Orchestrával, de vízumkérelmét állítólagos kommunista-szimpátiája miatt nem kapta meg. A félreértés végül tisztázódott, de a vízumot későn kapta meg, így aztán a San Francisco Symphony élén mutatkozott be az észak-amerikai közönség előtt. 1954-ben ismét visszatért Kaliforniába. 1960-ban volt még két hangversenye San Franciscóban, ezt követően csak 1995-ben tért vissza oda. 1954 augusztusában, két évvel a tervezettnél később mutatkozott be Chicagóban Beethoven Eroica-szimfóniájával. E fesztiválszereplés sikerének köszönhetően felkérték, hogy 1956-ban és 1957-ben vezényeljen a chicagói Lyric Operában. Az ötvenes években Carol Fox, az operaház főigazgatója, megpróbálta megnyerni főzeneigazgatónak, de az 1957-es első Figaro házassága előadás után Claudia Cassidy, a Chicago Tribune fő zenekritikusa élesen bírálta technikáját. Mivel Cassidy jelentős befolyással bírt, és az operaház számított a támogatására, így visszavonták a Soltinak tett ajánlatot. Solti 1957-ben mutatkozott be New Yorkban, a Carnegie Hallban, a New York Philharmonic Orchestra élén. Mivel nehezen tudott együttműködni a zenekarral, a bemutatkozó előadás nem sikerült. Csak jóval később, 1962-ben tért vissza ismét New Yorkba.
1957-ben kezdődött meg komolyabb együttműködése a Bécsi Filharmonikusokkal. Miután az 1951-es Salzburgi Ünnepi Játékokon Mozart Idomeneóját vezényelte, 1955-ben és 1956-ban A varázsfuvolát dirigálta. A kapcsolatuk nagyon viharos volt, a zenekar kifogásolta Solti diktatórikus módszereit, Solti viszont kifogásolta a zenekar tudálékosságát. A kapcsolat 1972-ben érte el a mélypontját, amikor A varázsfuvola egyik próbáján az egyik hegedűs felállt és kivonult: „– Nem bírom tovább!” Művészi szempontból azonban a kapcsolat mégis gyümölcsöző volt. A Bécsi Filharmonikusokkal vette fel a teljes Nibelung-tetralógiát, amely mérföldkőnek számított a zenekiadásban, hiszen addig egyetlen kiadóvállalat sem vállalta, hogy egyszerre veszi fel mind a négy operát. A felvételek elkészítésében nagy segítségére volt John Culshaw, a Decca kiadóvállalat igazgatója.
A Los Angeles Philharmonic Orchestránál 1959 áprilisában debütált, majd ezt követően többször is visszahívták. Az „Angyalok városában” meglátogatta Bruno Waltert, valamint találkozott a visszavonultan élő Igor Stravinskyvel és Rózsa Miklós filmzeneszerzővel is. Los Angelesben annyira elégedettek voltak működésével, hogy felajánlották neki a Filharmonikusok vezetőségének elnöki posztját.
1957-ben egy bécsi koncertügynök, Alfred Dietz kereste fel azzal a tervvel, hogy befuttatja Angliában. Solti akkoriban már viszonylag ismert volt a szigetországban, így Dietznek nem került nagy fáradságába meggyőzni David Webstert, a Royal Opera House igazgatóját, hogy valakit Frankfurtba küldjön megnézni Solti egyik előadását. Lord Harewood, a brit zenei élet egyik fontos személyisége ment el megtekinteni A végzet hatalma egyik előadását. Visszatérve Londonba beajánlotta Websternek, így 1959 decemberében felkérték Soltit, hogy vezényelje el A rózsalovagot a Covent Gardenben. Az előadások hatalmas sikert arattak, noha a sajtóban negatív visszhangok is voltak. A Royal Opera elnöke, Lord Drogheda, Solti egyik régi ismerősének, Kabos Ilona zongoraművésznőnek tanítványa volt, így részben ez is hozzájárult ahhoz, hogy a londoni operaház szerződést ajánlott neki. Solti végül 1961-től vállalta el a főzeneigazgatói tisztséget, előtte eleget tett a Los Angeles-i felkérésnek, és egy évadon át vezette az ottani Filharmonikusokat. Frankfurtban főzeneigazgatóként 1961. június 19-én Verdi Falstaffjával lépett a közönség elé utoljára. A frankfurti kilenc év alatt harminchárom darabot vezényelt, amelyből tizenkilenc új volt a repertoárján.

### Londoni szerződése

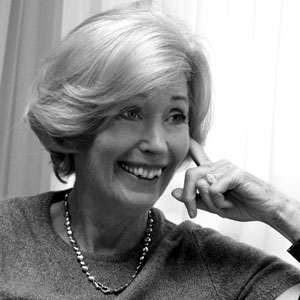
Valerie Pitts, Solti György második felesége

Első angliai szereplése tulajdonképpen egy operalátogatás volt. 1960 júniusában David Websterrel közösen Aldeburghbe utaztak, Benjamin Britten Szentivánéji álom című operájának ősbemutatójára. Webster és Lord Drogheda eldöntötték, hogy a művet elviszik Londonba is, és felkérték Soltit, hogy vállalja el a betanítást és a vezénylést. A bemutató sikere érdekében a Royal Opera mindent megmozgatott, rendezőnek John Gielgudot kérték fel, a díszleteket John Piper festőművész tervezte. 1961 augusztusában az Edinburgh Festivalon vendégszerepelt a társulat Britten operájával, valamint Gluck Iphigénia Tauriszban című művével. Ez utóbbival – amely egyébként új volt a repertoárján – mutatkozott be, mint a Royal Opera új főzeneigazgatója. Ezt megelőzően David Websterrel közösen alaposan kidolgozták a társulat hosszútávú terveit. Solti szándéka az volt, hogy olasz mintára kidolgozzon egy stagione-rendszert, amely szerint egyidejűleg két-három operánál több nem szerepel a programban. Minden darabra alaposan felkészülnek, utána négy-hat hétig játsszák ugyanazzal a karmesterrel, szinte ugyanazon szereposztásban. Ez nagyon különbözött a Németországban kitapasztalt rendszertől, mert ott a repertoáron szereplő darabokat az adott szezonban bármikor, bármilyen szereposztásban eljátszhatták. Solti számára a repertoár-rendszer elfogadhatatlan volt, mivel a szereposztás változásaira kevés próbával vagy próba nélkül került sor. Ez óhatatlanul a művészi színvonal rovására ment. Solti másik fő gondja magával a repertoárral volt, hiszen az előző években a Covent Garden olyan volt, mint egy másodosztályú olasz operaház, ahol főleg 19. századi olasz operákat játszottak. David Webster rajongott Maria Callasért és Joan Sutherlandért, ezért az olyan zeneszerzők művei voltak túlsúlyban, akik sokat szerepeltettek primadonnákat, így Donizetti és Bellini. Ugyanakkor teljesen hiányzott a német nyelvű opera a repertoárból. Solti ezen is változtatott, és hamarosan Mozart, Wagner, Strauss és Gluck műveit is bemutatták. 1962-ben dolgozott először együtt Franco Zeffirellivel, aki a Don Giovanni díszleteit tervezte. Puccini Gianni Schicchijének bemutatóján Peter Ustinovval dolgozott együtt. Az első évadot az Otellóval fejezte be, Mario Del Monacóval a főszerepben.
Az Egyesült Államokban a Los Angeles-i szerződés felbontása után sem maradt tétlen. Amikor a lengyel–svájci Paul Kletzki 1961-ben elhagyta a Dallas Symphony Orchestrát, elfogadta az 1961/62-es évadra szóló vendégkarmesteri felkérést.
Londoni munkásságát 1962-től Joan Ingpen segítette, aki korábban ügynöke volt. Ugyancsak segítségére volt titkárnője, Enid Blech. A második és harmadik Covent Gardenben töltött évad során főleg Wagner és Britten műveket vittek színpadra, valamint olyan operákat, amelyek ugyan nem voltak újak számára, de Londonban még nem vezényelte őket (A végzet hatalma, Figaro házassága, Rigoletto).
Rudolf Bing, aki 1960 decemberében már meghívta New Yorkba, a Metropolitan Operába a Tannhäuser előadásaira, az 1962/63-as és 1963/64-es évadokra ismét felkérte, hogy lépjen fel vendégkarmesterként. A repertoáron a Trisztán és Izolda, az Otello, a Borisz Godunov, az Aida, a Don Carlos és a Peter Grimes szerepeltek.
Amikor 1961-ben Londonba költözött, az operaház egy házat biztosított számára Kensingtonban, a Lexham Walkon. Mivel fizetése megengedte, feleségével úgy döntött, hogy az olaszországi Castiglione della Pescaia melletti Pineta di Roccamaréban nyaralót építtet. A Covent Gardenben töltött harmadik évad idején, húsz évi házasság után elvált feleségétől. Saját bevallása szerint pszichológiai okok miatt döntött így, ugyanis Hedi nem volt képes felnőttként kezelni őt. Zürichben, amikor megismerkedtek, Solti még emigráns csodagyereknek számított, így Hedi egyengette az életét, tanította viselkedni, és úgy vélte, hogy a zene területén kívül Solti nem képes önálló döntéseket hozni. A Lexham Walkon álló házból kiköltözött, a válást pedig sikerült barátságban elintézni.
1964 szeptemberében ismerkedett meg Valerie Pitts fiatal újságírónővel, aki a BBC számára készített interjút vele. 1967. november 11-én házasodtak össze.

### AMózes és Áron

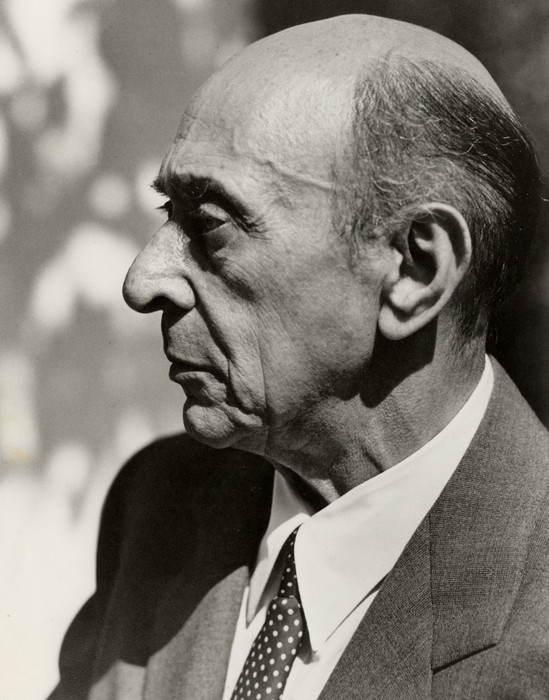
Arnold Schönberg

Az évad utolsó darabja – 1965 júniusában – pályafutása egyik legnehezebb feladata volt: Arnold Schönberg befejezetlen operáját, a Mózes és Áront vitte színre, ez volt a mű angliai ősbemutatója. A Hans Rosbaud által vezényelt valódi ősbemutató 1957-ben, hat évvel a zeneszerző halála után, Zürichben volt. Annak ellenére, hogy a mű óriási hatást gyakorolt a közönségre, azóta csak igen ritkán adták elő. Walter Legge addig erőltette Lord Droghedánál az előadást, amíg az egész felügyelőbizottság beleegyezett, hogy a darabot a Covent Gardenben bemutassák. Noha vezényelt már Bartók- és Stravinsky-műveket, de még soha nem volt dolga ennyire bonyolult dodekafon zenével. A Mózes és Áron sokkal bonyolultabb mű, mint például Alban Berg Luluja. Ez utóbbi egy bel canto, legato jellegű darab, ellentétben a Mózessel, amely főleg recitatív és ellenpontos elemekre épül. A karácsony utáni szünetben tanulta meg a partitúrát, és ekkor tudatosult benne, hogy milyen óriási feladat előtt áll. Schönberg fő- és melléktémákra vonatkozó írásos megjegyzései segítik az előadót, hogy megértse, egyáltalán miről is van szó, de mindezt egyáltalán nem volt könnyű életre keltenie. Sok rész, például Mózes szerepe is inkább ritmikus beszéd, mintsem ének. A komoly ritmikai nehézségek ellenére az intonáció problémája még nagyobb. A próbákon Solti igyekezett, hogy a struktúrákat átláthatóvá tegye, és odafigyelt, hogy a szólóhangokat akkor is lehessen hallani, amikor a zenekar lendületesen játszik. Mindezek mellett az egyes zenekari szólamok néha annyira igényesek, hogy a zenészeknek a legnagyobb erőfeszítésükbe kerül másra is figyelni, mint arra, hogy a megfelelő hangjegyeket játsszák a megfelelő időben. Ugyanezek a ritmikai és intonációs problémák léptek fel a kórusnál is. Schönberg ugyanúgy viszonyult az énekesekhez, mint Beethoven a Missa Solemnisnél: az énekeseknek egyszerűen el kell énekelniük azt, ami le van írva, függetlenül attól, hogy ez technikailag milyen nehéz. De a Missában a hangjegyek harmonikus kontextusba vannak ágyazva, ami könnyen megérthető, viszont Schönberg operájában nincs harmonikus segítség, minden egyes hangjegyet nehéz kiénekelni. Solti azt a megoldást választotta, hogy az atonális zenéhez expresszív módon közelített: inkább egyszerű, mint kemény játékot kért. A darabot Peter Hall rendezte, mivel a sok beszéd miatt logikusnak tűnt, hogy egy prózai színpadhoz szokott rendezőt kérjenek fel. Mindenki félt a próbáktól, még az énekesek is. A darab nehézsége mellett az opera próbáit gyakorlati problémák is hátráltatták. Mivel a Covent Gardenben nem volt elég hely, David Webster a próbákat az új Opera Centre-be, az East Enden lévő Commercial Road egy hajdani mozijába helyezte ki, amely egyáltalán nem bizonyult ideális helynek. Az előadás végül sikeres volt, noha Solti többször is hangot adott nemtetszésének a túl realisztikus rendezést illetően (az Aranyborjú-jelenetnél például mindenki vérben úszott, néhány londoni sztriptíztáncosnő pedig meztelen szűzként lépett fel). A darab sikerét mutatta az is, hogy a következő évadban meg kellett ismételni.

### A Callas-incidens
A Mózes és Áron színrevitelének munkálatai közepette történt egy kellemetlen eset, ami miatt majdnem felmondott. David Webster, akinek Maria Callas nagyon jó barátnője volt, rábeszélte az énekesnőt, hogy 1964 elején lépjen fel a Covent Gardenben, a Franco Zeffirelli által rendezett Toscában. Akkora sikert aratott, hogy 1965 júliusában újra hajlandó volt fellépni. A karmester Georges Prêtre volt. Röviddel az első előadás után közölte, hogy most éppen nem érzi elég jónak a hangját ahhoz, hogy mind a négy este énekeljen, ezért csak a második előadást vállalja. Ez éppen a Royal Gala volt, amelyen II. Erzsébet királynő is meg szokott jelenni. Solti elviselhetetlennek tartotta Callas stílusát, és bár nem ő vezényelte a Toscát, úgy érezte, hogy főzeneigazgatóként ő a felelős érte. Ultimátumot adott: vagy végigénekli Callas az összes előadást, vagy az összes előadáson Marie Collier ausztrál szoprán lép fel helyette. Callas azonban nem engedett, Webster pedig az énekesnőt támogatta, így dühében Solti telefonon bejelentette Websternek a felmondását. Lord Drogheda közbenjárásának köszönhetően erre végül nem került sor, de Callast – aki egyébként végigénekelte a gálaestet – sem hallgatta meg, mivel elítélte annak szeszélyes viselkedését. Az 1965. július 5-ei Tosca volt egyébként Callas utolsó fellépése, amelyen egy teljes operát végigénekelt. Callashoz még egy esemény kötötte, ugyanis Webster ötlete volt, hogy kérjék fel az énekesnőt Alban Berg Lulujának főszerepére. A művésznő azonban visszautasította, kihangsúlyozva, hogy ő inkább a bel canto operákat szereti.
A Tosca-epizódot nem számítva csak egy valóban kellemetlen eset árnyékolta be a Royal Operánál töltött éveit. Rövid ideig egy Solti-ellenes klikk működött a nézőtéren, amikor is néhány fiatalember úgy gondolta, hogy nem elég jó, és távozását követelte. Egy előadás után, amikor kilépett a függöny elé, egy fej káposztát hajítottak felé, egy másik alkalommal pedig összekarcolták a Bow Streeten álló autóját és ráfirkálták: „Solti must go” (Soltinak mennie kell). Ez a kampány körülbelül egy fél évadon keresztül folyt ellene. A Covent Gardenes klikk soha nem hozta nyilvánosságra, hogy mi baja volt Soltival, egyszerűen csak botrányokat csináltak.
A sajtóval már egy kicsit más volt a helyzete. Frankfurtban soha senki nem gáncsoskodott vele, művészi tekintélyét senki nem vonta kétségbe. Londonban ellenben mindenki rajta köszörülte a tollát, megírták, mi tetszik és mi nem, autoritását állandóan megkérdőjelezték. A hivatásos kritikusok véleménye megosztott volt: William Mann a Timestól kedvelte, Andrew Porter a Financial Timestól nem tudta eldönteni, szeresse-e vagy gyűlölje, a többi kritikus pedig általában negatív véleménnyel volt róla. Idővel hozzászokott egyfajta önkéntes cenzúra gyakorlásához: ha Valerie, vagy másvalaki, akiben megbízott, azt javasolta, hogy egy bizonyos kritikát inkább ne olvasson el, általában megfogadta a tanácsot.
A Covent Gardennél eltöltött évei alatt, amellett, hogy rengeteg új színdarabot vett fel a repertoárra, igyekezett minél több elsőrangú karmestert meghívni, ugyanakkor támogatta a fiatal karmestereket és énekeseket is. Többször meghívta Carlo Maria Giulinit, ekkor mutatkozott be Claudio Abbado, Edward Downes és Reginald Goodall.

### Távozása Londonból
Amikor az 1961/62-es évadban Dallasban vezényelt, meglátogatta őt dr. Eric Oldberg, neves amerikai sebész, a Chicago Symphony Orchestra Társaság elnöke, akit elkísért Seymour Raven, a zenekar főzeneigazgatója is. A találkozó lényege az volt, hogy az 1963/64-es szezon végétől szerették volna szerződtetni. Solti utalva Claudia Cassidy 1957-es kemény kritikáira, illetve a Covent Gardenhez fűző szerződésére, visszamondta az állásajánlatot, ami Oldberg doktor hatalmas dühét váltotta ki. Úgy tűnt, hogy ezzel végleg megszűnt minden chicagói fellépés reménye, ám 1965-ben menedzsere mégis elérte, hogy játszhasson a zenekarral. 1967-ben John Edwards, Raven utódja kereste fel, aki szintén felajánlotta neki a főzeneigazgatói állást. Solti ekkor azt javasolta, hogy a munkakört, a Covent Gardenhez kötődő kötelezettségei miatt osszák meg közte és Carlo Maria Giulini között, aki akkoriban nagy népszerűségnek örvendett az amerikai városban. Az ötlet alapján egyik évben Solti lett volna a főzeneigazgató és Giulini az első számú vendégkarmester, a második évben pedig fordítva. Így lett 1969-ben a Chicago Symphony Orchestra főzeneigazgatója. Londonban bejelentette, hogy 1971-ben távozik.

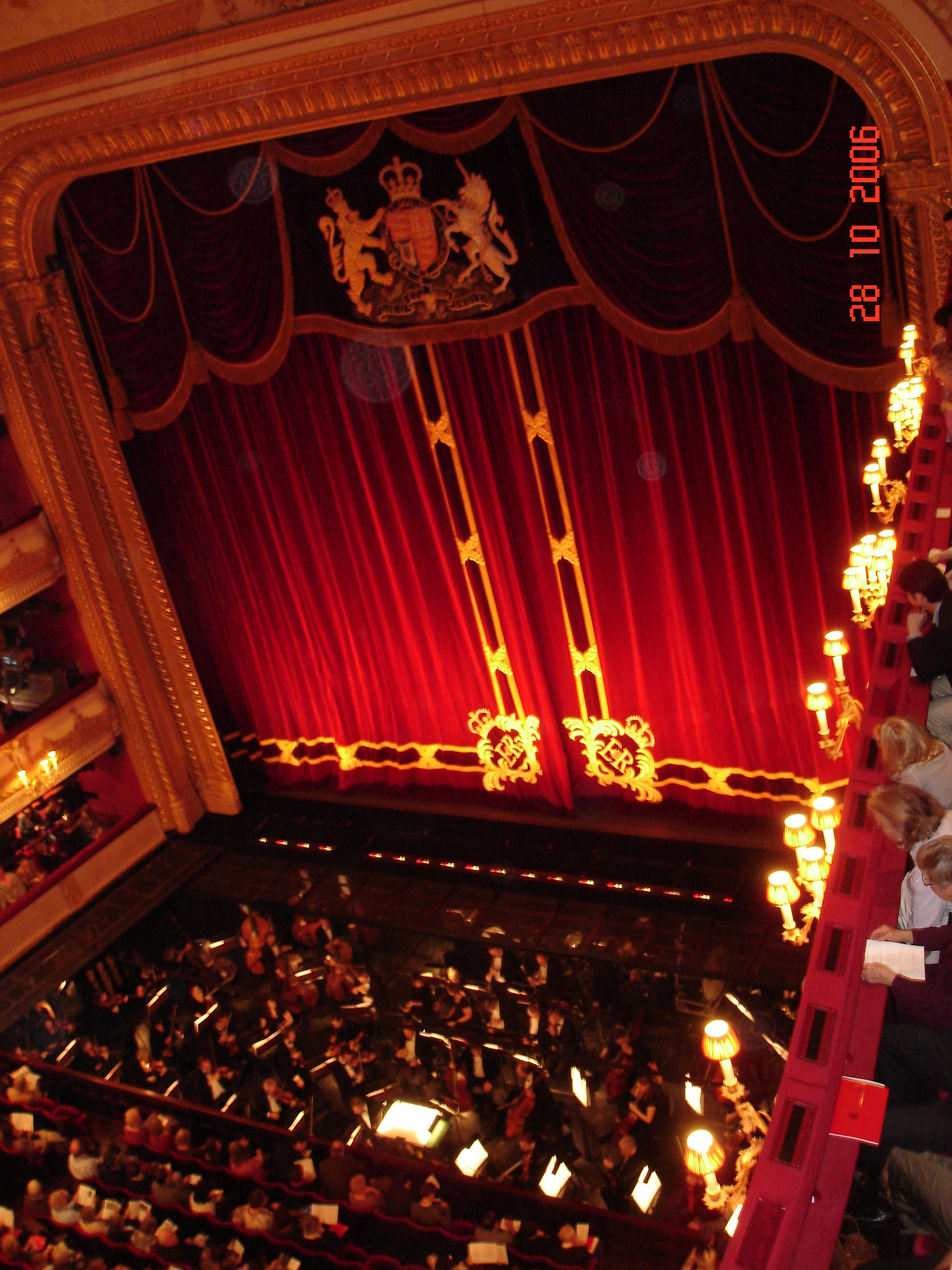
Covent Garden

A két utolsó opera, amit a Royal Opera főzeneigazgatójaként vezényelt, az Anyegin és a Trisztán és Izolda volt, mindkettőt Peter Hall rendezte. Az utolsó előadáson Izoldát Birgit Nilsson énekelte. Az előadás utáni fogadáson, a Crush Barban megjelent II. Erzsébet királynő, az anyakirálynő és Edward Heath miniszterelnök is. Ez utóbbi kinevezte a Brit Birodalom tiszteletbeli lovagjává – azért tiszteletbeli, mert ekkoriban még német állampolgár volt.
Solti tíz évet töltött a Covent Gardennél. Távozása előtt Enid Blechnél rákot diagnosztizáltak, néhány évvel később meg is halt. Joan Ingpen Soltival együtt távozott: Párizsba ment, ahol Rolf Liebermann-nak segédkezett az Opéra de Paris és az Opéra Comique egyesítésében. David Webster röviddel ezelőtt nyugdíjba vonult, nemsokára meghalt. Utóda korábbi asszisztense, John Tooley lett. Solti 1980-ig majdnem minden tavasszal vagy nyáron visszatért egy-egy vendégszereplésre. Általában valamelyik régi produkcióját játszották újra, de alkalmanként vállalt új darabot is, így például 1973-ban vezényelte első londoni Carmenét Shirley Verrettel, Plácido Domingóval és Kiri Te Kanawával a címszerepekben. Londonban 1979-ben vezényelte először a Parsifalt. A darabot Terry Hands, a Royal Shakespeare Company rendezője rendezte. Az előadást 1980-ban megismételte, majd négy év szünet következett, ezalatt egyszer sem hívtak meg. Ennek oka ismeretlen. 1984-ben újra meghívták, így 1995-ig egy sor, új rendezésben színre vitt darabot vezényelt: A rózsalovagot, a Szöktetés a szerájbólt, az Elektrát, a Simon Boccanegrát és a Traviatát; valamint még egy régi Otellót.
Annak ellenére, hogy a felesége angol volt és ő pedig egy évtizedig a Royal Opera főzeneigazgatója volt, Solti nem volt brit állampolgár. Csak miután tiszteletbeli lovaggá ütötték, kérte meg a Covent Garden felügyelőbizottságának a titkárát, hogy segítsen megszerezni az állampolgárságot, amelyet 1972-ben kapott meg, és ekkor hivatalosan is odaírhatta neve elé a Sir címet.

### Chicago

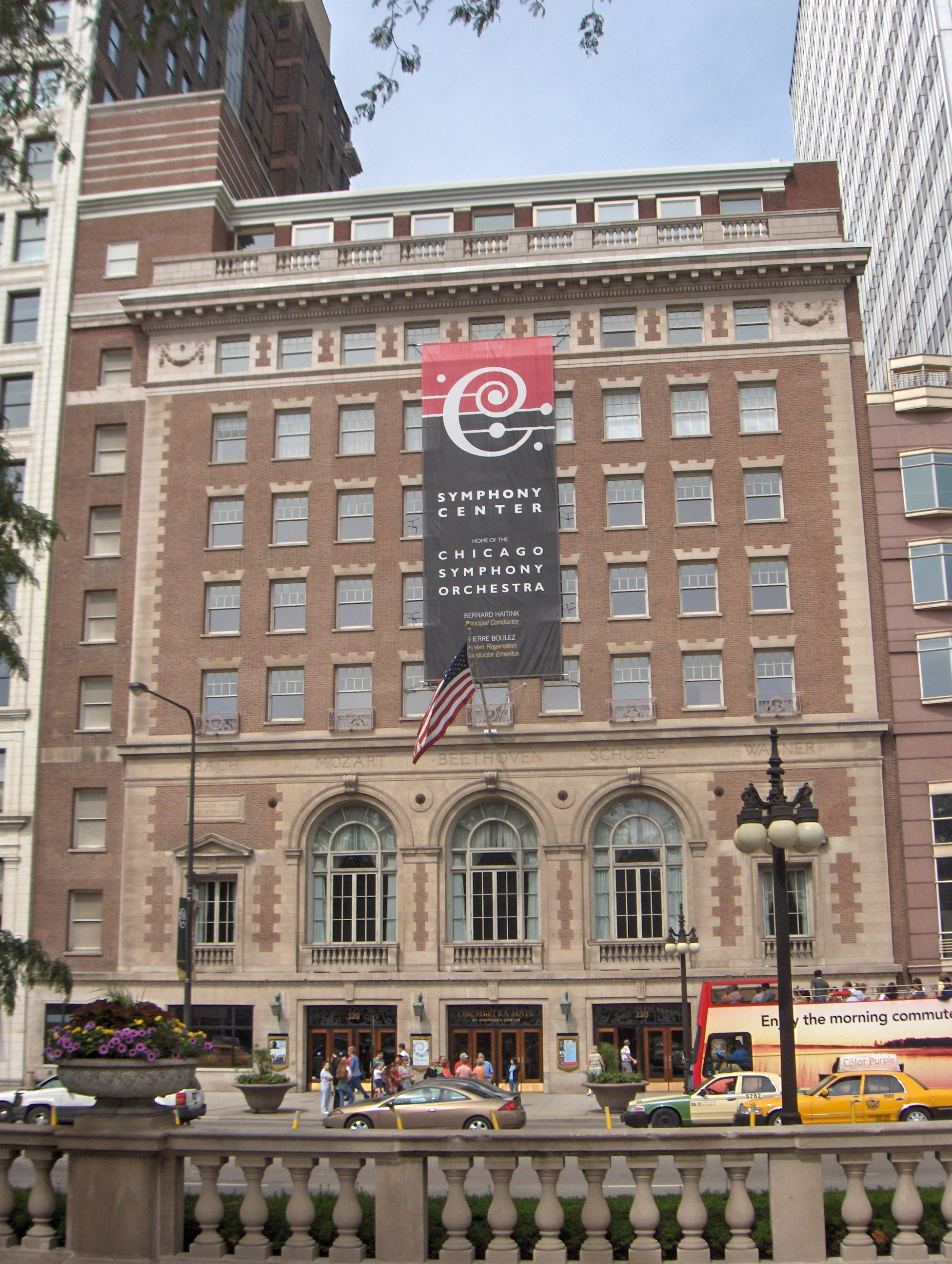
A Chicago Symphony Center, a világhírű zenekar otthona

A Chicago Symphony Orchestra főzeneigazgatójaként eltöltött évei jelentették szakmai pályafutásának beteljesedését. Azt megelőzően huszonöt évig operákat vezényelt, ettől kezdve a szimfonikus zenére koncentrálhatott, amivel addig viszonylag kevesebbet foglalkozott. A zenekar rendkívül felkészült volt; a zenészek mindig tudták a dolgukat, a próbákon mindig felkészülten jelentek meg, mindent alaposan betanultak és sokat gyakoroltak. Tagjai között kiváló zenészek voltak: Frank Miller, az első bőgős, aki Toscanininél játszott az NBC zenekarában; Adolf Herseth, aki az egész rézfúvós-csoport „szürke eminenciásaként” talán a világ legelismertebb zenekari fúvósa volt; a fiatal Dale Clevenger, aki a kürtösöket vezette; Milton Preves, aki a hegedűsöket irányította; Ray Still, az első oboás, aki kiváló zenész és nagyszerű tanár volt; és a fuvolás, Donald Peck. Ajtay Viktor és Sidney Weiss volt a két koncertmester. 1969-ben többé-kevésbé ugyanazt a zenekart vette át, amelyet Reiner Frigyes 1963-ban elhagyott. A morál a mélypontra süllyedt, mivel Martinon, a főzeneigazgató gyengekezűnek bizonyult. Szerencsére Reiner biztos kézzel válogatta ki zenészeit, kemény munkával elsőrangú zenekart faragott belőlük. Solti elődje, Reiner azonban nem törődött zenekarának hírnevével. Soltinak a nemzetközi elismerés kivívása mellett sikerült elérnie, hogy a chicagóiak büszkék legyenek a zenekarukra, és hogy a zenészek tisztességes fizetést kapjanak és idős korukra rendes nyugdíjra számíthassanak. Első lépésben egy tíz városra kiterjedő európai koncertkörútra vitte a zenekart, tudniillik 1969-ig az öt nagy közül a Chicago Symphony Orchestra volt az egyetlen, amelyik még nem vendégszerepelt az öreg kontinensen, sőt az Egyesült Államokban is csak igen keveset turnézott.
Az egyre növekvő büszkeség, amit Chicago a zenekara iránt érzett, hamarosan konkrét eredményeket is hozott. Amikor Solti átvette a vezetést, a Chicago Symphony Orchestra ötmillió dolláros adóssággal küszködve a csőd szélén állt. Amikor huszonkét évvel később elhagyta a zenekart, igen jelentős tőkefedezet állt már mögötte. Chicagói tartózkodása idején számos híres operaénekessel is megismerkedett, akik a Lyric Operában énekeltek, mint Luciano Pavarotti vagy Geraint Evans.
Elsősorban amerikai zeneszerzők műveit vezényelte. Az első koncertjén 1969. november 27-én mutatta be Charles Ives Three Place in New Englandját. Az amerikai szerzők művei mellett gondot fordított arra is, hogy európai kortárs zeneszerzők műveit is bemutassa: Marvin David Levy, Alan Stout, Hans Werner Henze, Bohuslav Martinů, David Del Tredici, Sir Michael Tippett, Easley Blackwood, Witold Lutosławski, Morton Gould, George Rochberg, Karel Husa, Gunther Schuller, Ellen Taaffe Zwilich és Andrzej Panufnik.
Szerződése szerint egy évben tizenkét hetet kellett a zenekarral lennie, valamint belföldi és nemzetközi turnékra kellett járnia. Feleségével továbbra is Svájcban, Olaszországban és Londonban lakott. 1973-ban költöztek abba a londoni házba, amelyik élete végéig otthonuk maradt. Chicagóban először a Drake Hotelben laktak, majd lányuk, Gabrielle születése után egy házat béreltek, amely azonban kicsinynek bizonyult, így visszaköltöztek a szállodába. Később a Mayfair Regent szálloda egyik lakosztályába költöztek át.
Gabrielle lánya közvetlenül első chicagói évadja után született, Claudia pedig három évvel később. Eleinte a gyerekek a családot mindenhová elkísérték, Jill Ferguson nevelőnő, a házvezetőnő és Pat Hughes titkárnő kíséretében.

### Párizsi társulatok élén
A hetvenes években elvállalta két párizsi társulat, az Opéra és az Orchestre de Paris vezetését is. Az utóbbival rendkívül nehézkes volt az együttműködés, mert a zenekar szétszórt volt. A szerződésben vállalt öt év helyett három év múlva lemondott, helyére Daniel Barenboim lépett. Körülbelül ugyanabban az időben, amikor 1970-ben átvette az Orchestre de Paris-t, Rolf Liebermannt nevezték ki a párizsi Opéra főintendánsává. Felkérte, legyen a művészeti tanácsadója. Mivel sohasem akarta az operavezénylést végleg abbahagyni, vonzónak tűnt a feladat, hogy a régi Opéra repertoárját felfrissítse, így tehát elfogadta az ajánlatot. Liebermann felújíttatta a Palais Garnier-t – az Operaházat –, és megpróbált a régi Opéra és az Opéra Comique legjobb zenészeiből és énekeseiből egy új zenekart és egy új kórust felállítani. Emberek százai jelentek meg a próbaéneklésen, így kiváló kórus állhatott össze. A zenekarral másképp alakult: mindkét zenekar tagjai tiltakoztak a próbajáték miatt. A végén Liebermann bizonyult gyengébbnek, és engedett: minden zenész próbajáték nélkül kapott új szerződést. Ezzel elszalasztotta azt az egyszeri lehetőséget, hogy az Opéra zenekarát új alapokra helyezve építse fel. Solti ragaszkodott ahhoz, hogy Joan Ingpent szerződtessék a műsorterv elkészítésére. Joan kidolgozott egy tervet, amely szerint a szokásosnál kétszer nagyobb zenekar egyik fele napközben valamilyen darabot gyakorolt, a másik fele pedig este egy másik művet játszott. Papíron ez a rendszer legalább olyan jó volt, mint az, amit Joan a Covent Garden számára készített, és kezdetben működött is. Csakhogy a francia zenészek túl ravasznak bizonyultak. Hamarosan feltűnt, hogy a próbákon, sőt az előadásokon is sokat hiányoznak. Ha magyarázatot kértek, annyit mondtak: „Maladé, Monsieur!” (Beteg, uram!). A helyzet odáig fajult, hogy a hiányzó zenészektől orvosi igazolást kért. Valójában sok zenész azért nem próbált és játszott az előadáson, hogy állami fizetésüket egy kis hanglemezfelvétellel, vagy valami más módon megkeresett pénzzel egészítsék ki. Solti úgy tervezte, hogy az Operában egy teljes Ringet vezényel majd, de csak a Rajna kincsét és A walkürt sikerült előadni Peter Stein rendezésében. Ekkor jöttek ugyanis elő a problémák a zenekarral. A walkür főpróbáján például kiderült, hogy az első harsonás és a basszustrombitás még egyetlen próbán sem vett részt. Ez a két hangszer igen fontos vezérmotívumot játszik, a Ringben mindkettőnek óriási a jelentősége. Az eredmény rettenetes volt – ez lett az utolsó produkciója az Operánál.

### Távozása Chicagóból
Amikor 1984-ben meghalt John Edwards, a Chicago Symphony Orchestra főigazgatója, a helyére Kenneth Haast, a Cleveland Orchestra menedzserét javasolta a felügyelőbizottság. Ő azonban – személyes okok miatt – akkor nem akart új helyre menni, bár később mégis átvette a Boston Symphony Orchestrát. A zenekar elnökhelyettese Henry Fogelt, a washingtoni National Symphony Orchestra menedzserét javasolta. Fogel első intézkedése az volt, hogy az igazgatóságot lecserélte. Henry Fogellel ugyan jól ment a közös munka, de közvetve mégis szerepe volt abban (véleménykülönbségek), hogy néhány évvel érkezése után Solti elhagyta Chicagót. Utóda Daniel Barenboim lett. Solti főzeneigazgatósága 1991 áprilisában szűnt meg Verdi Otellójának chicagói és New York-i előadásával, Luciano Pavarottival a főszerepben. Élete végéig azonban többször is visszatért Chicagóba vendégkarmesterként.

### Utolsó évei

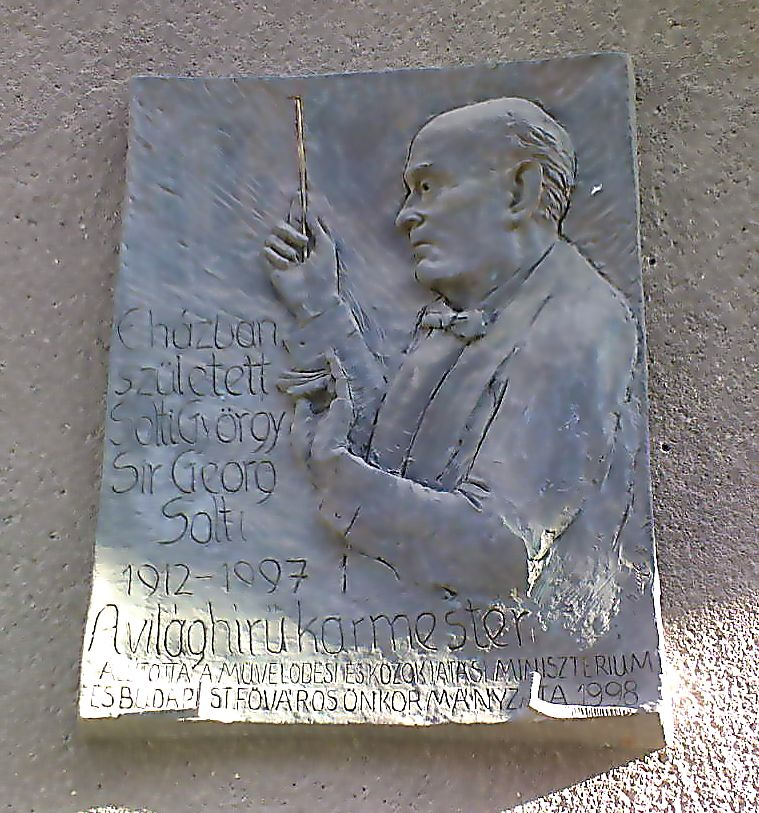
Emléktáblája szülőháza falán
Rácz Edit alkotása

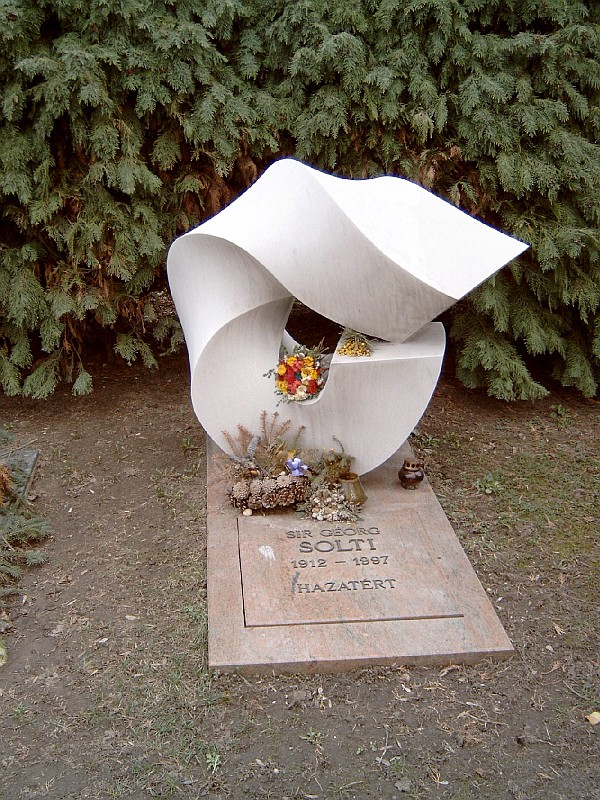
Solti György sírja Budapesten. Farkasréti temető: 60/1-főút-8. (szobrász: Farkas Ádám)

1991 júniusában Roccamaréba vonult vissza. Szabadúszó karmesterként az első fellépése a Salzburgi Nyári Ünnepi Játékokon volt, a Varázsfuvolát vezényelte. Körülbelül ugyanekkor ajánlották fel, hogy 1992-ben Richard Strauss Az árnyék nélküli asszonyát vezényelje ugyancsak Salzburgban, valamint 1993-ban a Falstaffot. Szabad karmesteri tevékenységének első hónapjainak rendkívüli eseménye volt, amikor 1991. december 5-én – Mozart halálának kétszázadik évfordulóján – Bécsben vezényelte a Requiemet. A gyászmisét késő délután a bécsi érsek celebrálta a Stephansdomban, a televízió Európa-szerte közvetítette.
A következő évben töltötte be nyolcvanadik életévét. 1992 októberében feleségével és lányaival együtt meghívást kapott a Buckingham-palotába, ahol Károly walesi herceg adott vacsorát a tiszteletére, számos illusztris vendég társaságában. 1993-ban még többet dolgozott. Sokat koncertezett Európában és Észak-Amerikában, Salzburgban a Húsvéti és a Nyári Ünnepi Játékokon is előadta a Falstaffot. Az év nyarán együtt dolgozott a Schleswig-Holstein-Festival fiatal zenészekből álló zenekarával. 1994-ben az Israel Philharmonic Orchestrával koncertezett Frankfurtban, Stuttgartban és Münchenben, majd a Bécsi Filharmonikusokkal egy japán koncertkörútra utazott.
1992-ben vagy 1993-ban felhívta, illetve később személyesen is felkereste Judith Aaron, a Carnegie Hall ügyvezetője. Elpanaszolta, hogy a New York-i Filharmonikusok ugyan hetven éve a Carnegie Hallt tekintik otthonuknak, de a koncertteremnek mégsem volt soha önálló zenekara. Alapítani akar tehát egy Carnegie Hall-zenekart, hat hónapos évaddal. Solti egy szerényebb indulást javasolt, hogy lássák, egyáltalán működőképes lenne-e a vállalkozás. 1994 júniusában gyűlt össze a zenekar a Carnegie Hallban, és Beethoven, Wagner, Strauss, Bartók és Sosztakovics műveiből játszottak. Solti javasolta, hogy tegyenek egy európai koncertkörutat, ahol megismertethetik a közönséget a fiatal amerikai zenészekkel. Mivel a Carnegie Hall elnöke ellenezte az ötletet, kapcsolatuk végleg megszakadt. Ezután a London Symphony Orchestrával egy rövid olaszországi turnén vett részt, majd ősszel visszatért Londonba, ahol a Covent Gardenben megkezdte a felújított Traviata próbáit. Violetta szerepét egy viszonylag ismeretlen román énekesnő, Angela Gheorghiu énekelte.
1995 elején visszatért az Egyesült Államokba, ahol a San Francisco Symphony zenekarral valamint a Chicago Symphony Orchestrával lépett színpadra, majd kétszer vezényelte a Bécsi Filharmonikusokat New Yorkban. Júliusban Genfben, a Victoriasaalban vezényelt az ENSZ alapításának ötvenedik évfordulójára rendezett koncerten. Bécsi, berlini és londoni fellépéseket követően spanyolországi, svájci és olaszországi koncertkörútra ment a Budapesti Fesztiválzenekarral. Ez volt az első alkalom, hogy magyar zenekarral indult vendégszereplésre. Vezényelte még a Traviatát Londonban, majd visszatért pihenni Roccamaréba, ahol elmélyült a Mesterdalnokok, illetve Anton Bruckner szimfóniáinak tanulmányozásában, amelyeket szeptemberben kellett Chicagóban előadnia. 1995 őszén, Bartók Béla halálának ötvenedik évfordulóján, Párizsban és Lille-ben vezényelte A kékszakállú herceg várát, valamint Londonban három Bartók-hangversenyen vett részt a London Symphony Orchestrával. Az év utolsó nagy zenei eseménye Haydn Teremtésének előadása volt Münchenben, a Bajor Rádió Énekkarával.
1996-ban, a zürichi Tonhalle zenekarával tett spanyolországi turnén vezényelte először Gustav Mahler tizedik szimfóniájának nyitótételét. Márciusban a Palais Garnier – renoválás utáni – megnyitásán kétszer vezényelte el a Don Giovanni koncertváltozatát. A London Symphony Orchestrával és a Bécsi Filharmonikusokkal vállalt rövid kötelezettségei után Oroszországba utazott, ahol ez alkalommal debütált a Szentpétervári Filharmonikusokkal. Szentpétervári előadásai után Rómában, Barcelonában, Strasbourgban és Luxemburgban lépett fel, majd szeptemberben ismét a Chicago Symphony Orchestra élén lépett fel. A következő hónapban a londoni Royal Festival Hallban a Don Giovanni párizsi koncertváltozatát vezényelte.
Solti utolsó felvétele Bartók Cantata Profánája, valamint Kodály Zoltán Psalmus Hungaricusa, illetve tanárának, Weiner Leónak 3. szerenádja volt. Solti tulajdonképpen soha nem vonult vissza. A halál váratlanul érte. 1997. szeptember 5-én szívinfarktusban hunyt el a franciaországi üdülővárosban, Antibes-ben. Kívánságának megfelelően magyar földben temették el, a Farkasréti temetőben Bartók Béla sírja mellett helyezték örök nyugalomra. Síremlékén ez olvasható: „Hazatért”. Halála után özvegye és lányai megalapították a Solti Alapítványt, fiatal zenészek támogatására.

## Művészete
Solti vizuális memóriája lényegesen gyengébb volt, mint Toscaninié és Karajané. Ezért csak igen lassan tudta betanulni a partitúrákat, ugyanis minden hangjegyet külön meg kellett tanulnia. A Liszt Ferenc Zeneakadémia karmesterkurzusain ez idő tájt a csuklómozdulatokkal vezénylés teljesen elhibázott technikáját oktatták: hosszú évek teltek el, amíg azt el tudta felejteni. Alapjában úgy tanult meg vezényelni, hogy a harmincas években, amikor a budapesti Operánál volt korrepetitor, alaposan megfigyelte a nagy karmestereket: Erich Kleibert, Issay Dobrowent, Fritz Buscht és Bruno Waltert. Később, Salzburgban Toscanini vezénylése hatott rá csodálatos interpretációi és technikájának abszolút tisztasága miatt.

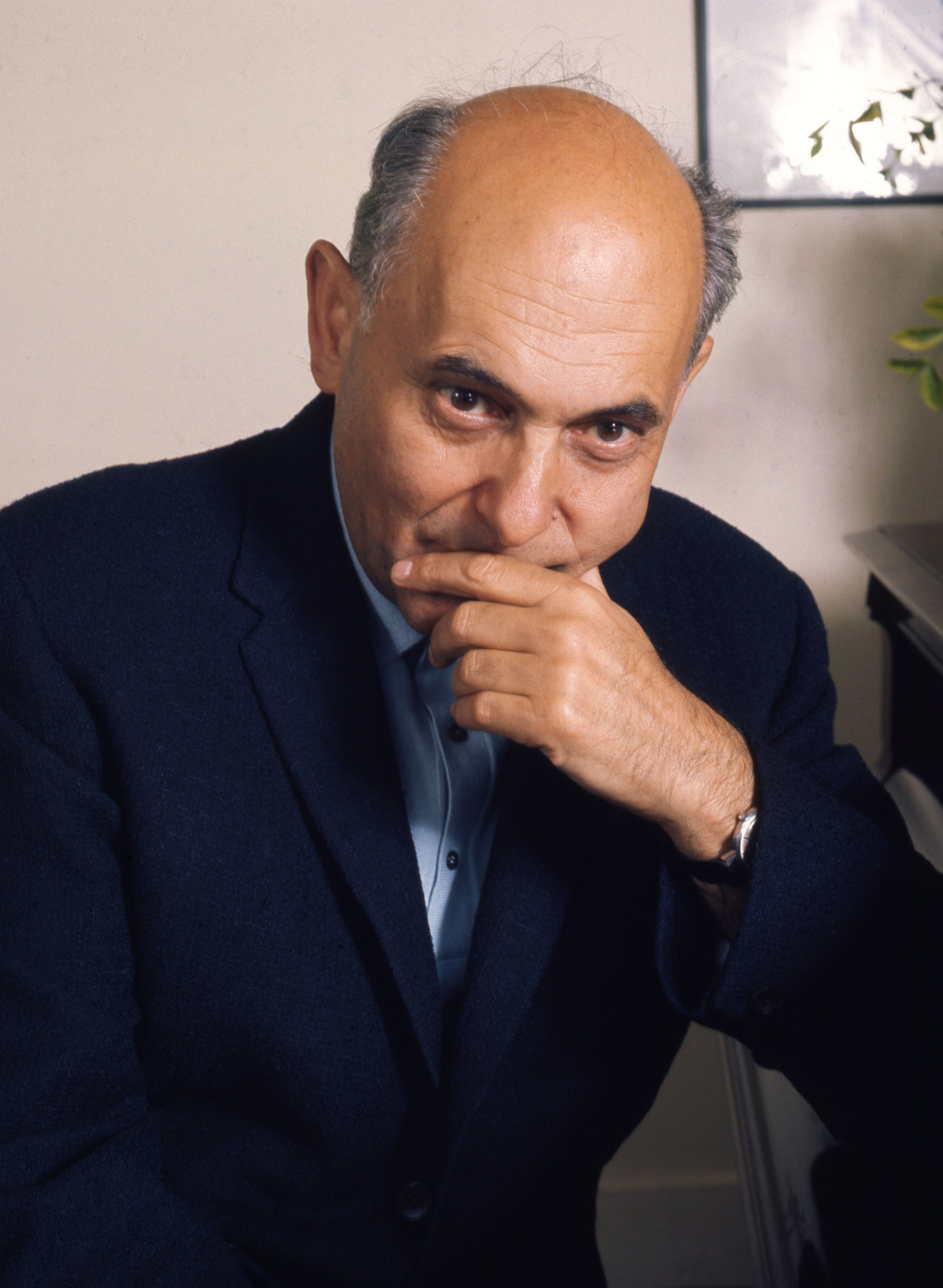
Solti György (Allan Warren fényképe)

Repertoárja több mint kétszázötven év zenetörténetét ölelte fel. A régi klasszikusok közül dirigálta Johann Sebastian Bach, Henry Purcell, Georg Friedrich Händel, Christoph Willibald Gluck és Joseph Haydn műveit, köztük oratóriumokat és operákat is. Mozart zenéjével fiatalon megismerkedett, az és végigkísérte életét. Vezényelte Beethoven, Schubert és Berlioz műveit. Leginkább csodált zeneszerzője Liszt Ferenc volt, akinek Zarándokévek sorozatából csak a legnehezebb zongoradarabok előadására nem vállalkozott. Vezényelte Schumann, Mendelssohn, Gustav Mahler és Johannes Brahms szimfóniáit is.
Az operaszerzők közül saját bevallása szerint Verdi volt a kedvence, akinek leggyakrabban előadott operáit (Traviata, Rigoletto, A trubadúr, Aida) még Budapesten megszerette. A zeneszerző öregkori remekműveit, az Otellót és a Falstaffot Toscanininek köszönhetően ismerte meg, de vezényelte A végzet hatalmát, a Don Carlost és a Simon Boccanegrát is.
Puccini művei közül a Bohémélet, a Tosca, a Köpeny, a Gianni Schicchi és a Turandot szerepelt repertoárján. A Pillangókisasszonyt és a Nyugat lányát egyáltalán nem szerette – nem is annyira a zenéjük, mint inkább az erőltetett japán, illetve vadnyugati hangulatuk miatt. A Gianni Schicchit a „legmozartibb” Puccini-operának és egyben kedvencének tartotta.
Kedvenc zeneszerzői között voltak még Csajkovszkij, Wagner, Schönberg és Richard Strauss. A 20. század „klasszikus” zeneszerzői közelebb álltak hozzá Schönbergnél. A budapesti Zeneakadémián sok Debussyt tanult, és igen hamar megkedvelte; zongoratanulmányai idején az ő darabjainak előadásában találta a legnagyobb élvezetet. Vezényelte még Ravel számos zenekari művét, valamint Pásztoróra című operáját is.
Különös figyelmet szentelt a magyar zeneszerzők (Bartók Béla, Kodály Zoltán, Weiner Leó) műveinek népszerűsítésére. Úgy vélte, Bartók Mikrokozmosza legalább olyan jelentős mű, mint Bachtól a Wohltemperiertes Klavier. Szabó István filmrendezővel közös terve A kékszakállú herceg várának filmre vitelére már nem valósult meg.

## Díjai
A zenekultúra területén végzett kivételes munkájáért 1972-ben II. Erzsébet királynő lovaggá ütötte. Az oxfordi, londoni, durhami, leedsi és surrey-i, az amerikai Yale és Harvard, a chicagói Roosevelt és De Paul egyetemektől, valamint az Eastman zeneiskolától tiszteletbeli zenei doktori fokozatot kapott. A bölcsészettudományok tiszteletbeli doktora címmel tisztelte meg a Greenville-i Furman Egyetem, Dél-Karolinában. A Bolognai Egyetem zenei, művészeti és drámaköltészeti tudományok tiszteletbeli doktori címet adományozott neki. 1989-ben a Királyi Filharmonikus Társaság Egyesült Királyság legmagasabb rangú kitüntetésével, az Arany Medállal jutalmazta. A londoni Királyi Zeneakadémia tiszteletbeli tagja volt. 1985 szeptemberében Solti Györgyöt a németországi Baden-Württemberg tartomány miniszterelnöke a Honoris Causa professzora címmel tisztelte meg. A Német Szövetségi Köztársaság a Lovagi Érdemrend Parancsnoki Keresztje címet, majd 1987-ben a Loyola-Mellon Humanities-díjat adományozta neki. Ugyanebben az évben, 75. születésnapja alkalmából, a Medal of Merit-díjjal, Chicago legmagasabb kitüntetésével tisztelték meg, és bronz mellszobrot emeltek tiszteletére a Lincoln Parkban. Magyarország a Magyar Zászlórenddel, a Musical America pedig az év muzsikusa címmel tüntette ki. 1988-ban a chicagói Városi Polgári Művészeti Alapítványtól (Union League Civic and Arts Foundation) megkapta az Edward Moss Martin-díjat, majd 1992-ben a dániai Leonie Sonning Zenei-díjat. 1993-ban vehette át a Magyar Érdemrend Középkeresztjét csillaggal és a legmagasabb német címet, a Grosses Verdienstskreuz mit Stern und Schulterband kitüntetést. Ugyanebben az évben, 80. születésnapja alkalmából és a Bécsi Filharmonikusokkal való, több mint 40 éven át tartó együttműködéséért a zenekar megalapította, és elsőként Solti Györgynek ajándékozta a Hans Richter-díjat. 1993 decemberében megkapta a Kennedy Center kitüntetést és a belga Commandeur de l'Ordre de Leopold címet. 1994-ben Portugália elnökétől átvette az Ordem Militar De Santiago De Espada-díjat, az ország legmagasabb polgári kitüntetését. A francia Becsületrend tulajdonosa, majd 1995-ben megkapta a Commandeur de l'Ordre des Arts et des Lettres címet is. 1996-ban Olaszországban is átvehette a Becsületrend Lovagja címet, majd a párizsi Académie du Disque Lyrique megalapította a Solti-díjat, amelyet minden évben egy-egy kiemelkedő fiatal énekes nyerhet el.
Solti György 31 Grammy-díjas lemezfelvételen működött közre.

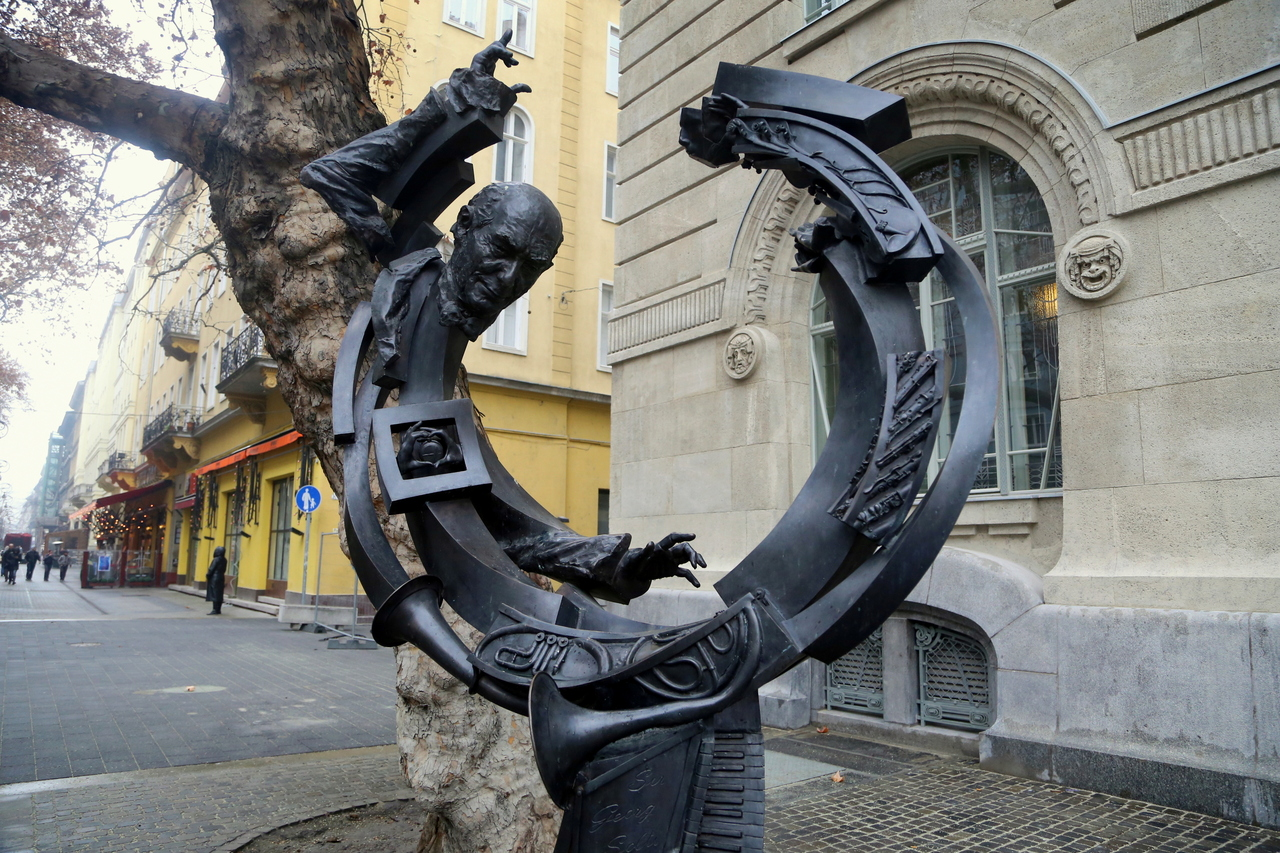
Solti György szobra a Zeneakadémia előtt (Párkányi Raab Péter, 2013)

| Műfaj           | Kategória                                  | Év   | Cím                                              |
| Klasszikus zene | Legjobb operafelvétel                      | 1997 | Wagner: A nürnbergi mesterdalnokok               |
| Klasszikus zene | Legjobb operafelvétel                      | 1992 | Strauss: Az árnyék nélküli asszony               |
| Klasszikus zene | Legjobb kórusmű előadás                    | 1991 | Bach: B-moll mise                                |
| Klasszikus zene | Legjobb operafelvétel                      | 1988 | Wagner:: Lohengrin                               |
| Klasszikus zene | Legjobb kamarazene előadás                 | 1988 | Bartók: Szonáta két zongorára és ütőhangszerekre |
| Klasszikus zene | Legjobb zenekari felvétel                  | 1987 | Beethoven: IX. szimfónia                         |
| Klasszikus zene | Legjobb klasszikus zenekari felvétel       | 1986 | Liszt: Faust-szimfónia                           |
| Klasszikus zene | Legjobb operafelvétel                      | 1985 | Schönberg: Mózes és Áron                         |
| Klasszikus zene | Legjobb klasszikus zenei album             | 1983 | Mahler: IX. szimfónia                            |
| Klasszikus zene | Legjobb zenekari felvétel                  | 1983 | Mahler: IX. szimfónia                            |
| Klasszikus zene | Legjobb operafelvétel                      | 1983 | Mozart: Figaro házassága                         |
| Klasszikus zene | Legjobb kórusmű előadás (operán kívül)     | 1983 | Haydn: A Teremtés                                |
| Klasszikus zene | Legjobb kórusmű előadás (operán kívül)     | 1982 | Berlioz: Faust elkárhozása                       |
| Klasszikus zene | Legjobb klasszikus zenei album             | 1982 | Mahler: II. szimfónia                            |
| Klasszikus zene | Legjobb klasszikus zenekari felvétel       | 1981 | Mahler: II. szimfónia                            |
| Klasszikus zene | Legjobb klasszikus zenekari felvétel       | 1980 | Bruckner: VI. szimfónia                          |
| Klasszikus zene | Legjobb klasszikus zenei album             | 1979 | Brahms: Szimfóniák (I-IV)                        |
| Klasszikus zene | Legjobb klasszikus zenekari felvétel       | 1979 | Brahms: Szimfóniák (I-IV)                        |
| Klasszikus zene | Legjobb kórusmű előadás (operán kívül)     | 1979 | Brahms: Német requiem                            |
| Klasszikus zene | Legjobb kórusmű előadás (operán kívül)     | 1978 | Beethoven: Missa Solemnis                        |
| Klasszikus zene | Legjobb kórusmű előadás (operán kívül)     | 1977 | Verdi: Requiem                                   |
| Klasszikus zene | Legjobb klasszikus zenekari felvétel       | 1976 | Strauss: Imigyen szóla Zarathustra               |
| Klasszikus zene | Az év albuma, klasszikus                   | 1975 | Beethoven: IX. szimfónia                         |
| Klasszikus zene | Az év albuma, klasszikus                   | 1974 | Berlioz: Fantasztikus szimfónia                  |
| Klasszikus zene | Legjobb klasszikus zenei előadás – zenekar | 1974 | Berlioz: Fantasztikus szimfónia                  |
| Klasszikus zene | Legjobb operafelvétel                      | 1974 | Puccini: Bohémélet                               |
| Klasszikus zene | Legjobb klasszikus zenei album             | 1972 | Mahler: VIII. szimfónia                          |
| Klasszikus zene | Legjobb klasszikus zenei előadás – zenekar | 1972 | Mahler: VII. szimfónia                           |
| Klasszikus zene | Legjobb kórusmű előadás (operán kívül)     | 1972 | Mahler: VIII. szimfónia                          |
| Klasszikus zene | Legjobb operafelvétel                      | 1966 | Wagner: A walkür                                 |
| Klasszikus zene | Legjobb operafelvétel                      | 1962 | Verdi: Aida                                      |

## Emlékezete
Budapest XII. kerületében a Maros utcában működő iskolát róla nevezték el a Solti György Zeneiskolának. Szülőházának (Maros utca 29.) falán, 1998-ban halála után egy évvel emléktáblát állítottak. Az ENSZ Nevelésügyi, Tudományos és Kulturális Szervezete (UNESCO) a 2012-es esztendőt Szentágothai János és Solti György évnek jelölte.

## Magyarul megjelent művei
- Emlékeim, közrem. Harvey Sachs, ford. Mesés Péter, Zádor Éva; Seneca, Budapest, 1998